# Раджпутская архитектура

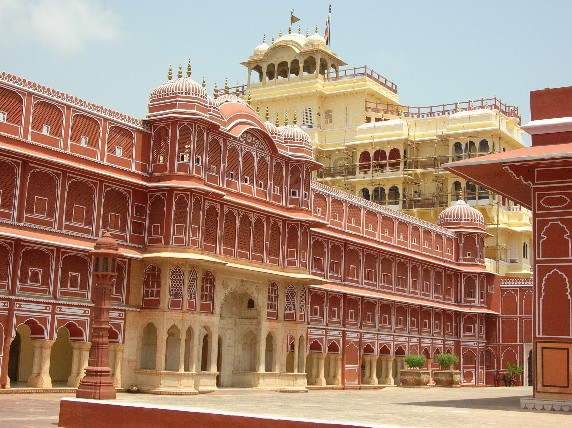
Чандрамахал в Городском дворце, Джайпур, построенный Качвахой Раджпутом

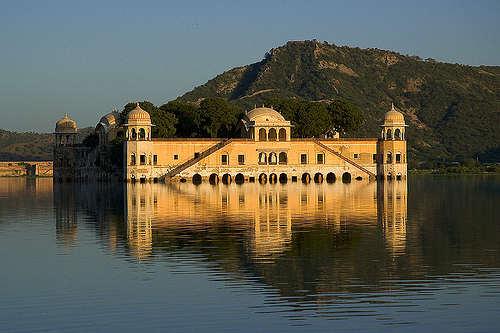
Джал-Махал, Джайпур

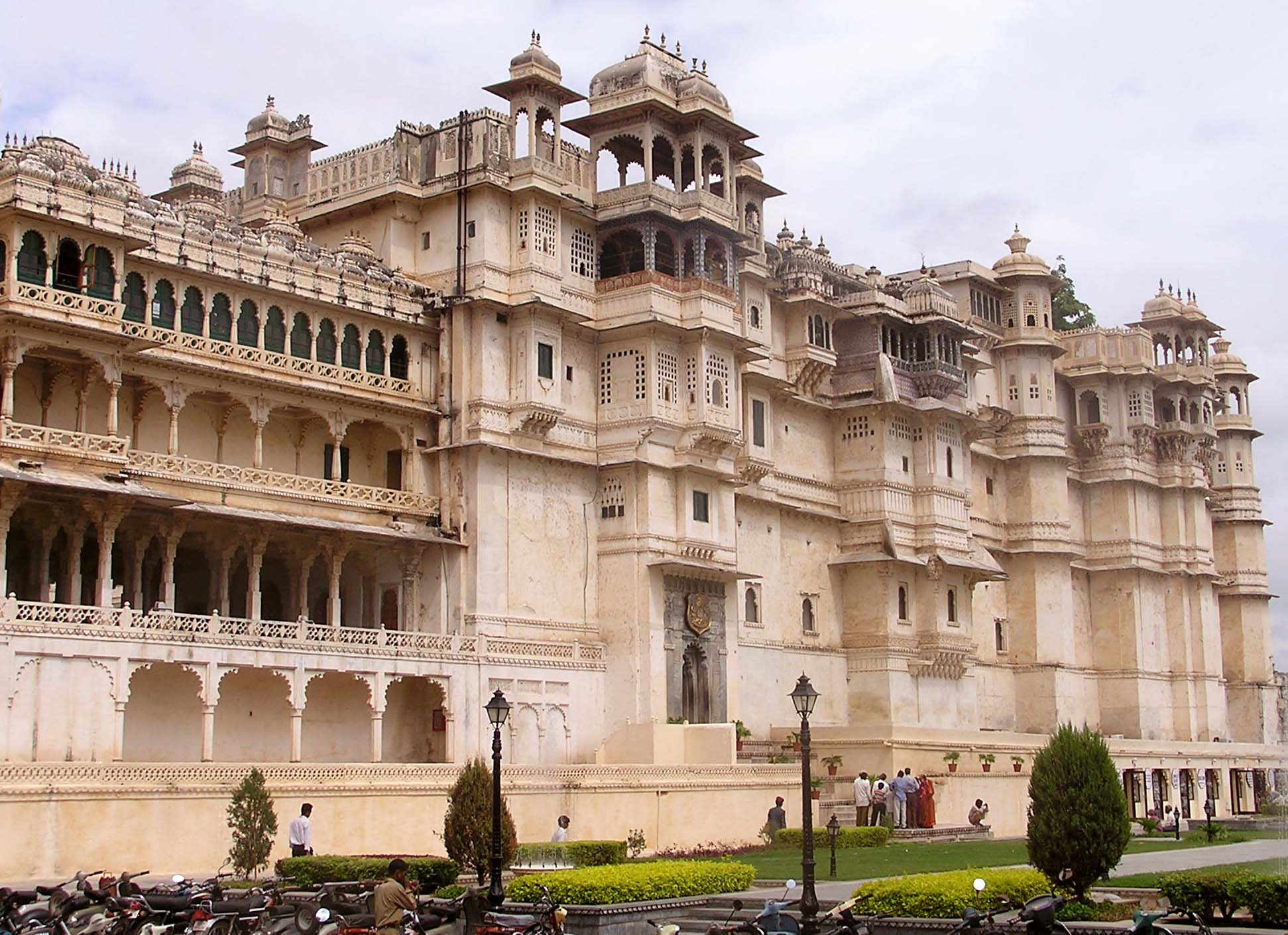
Городской дворец, Удайпур

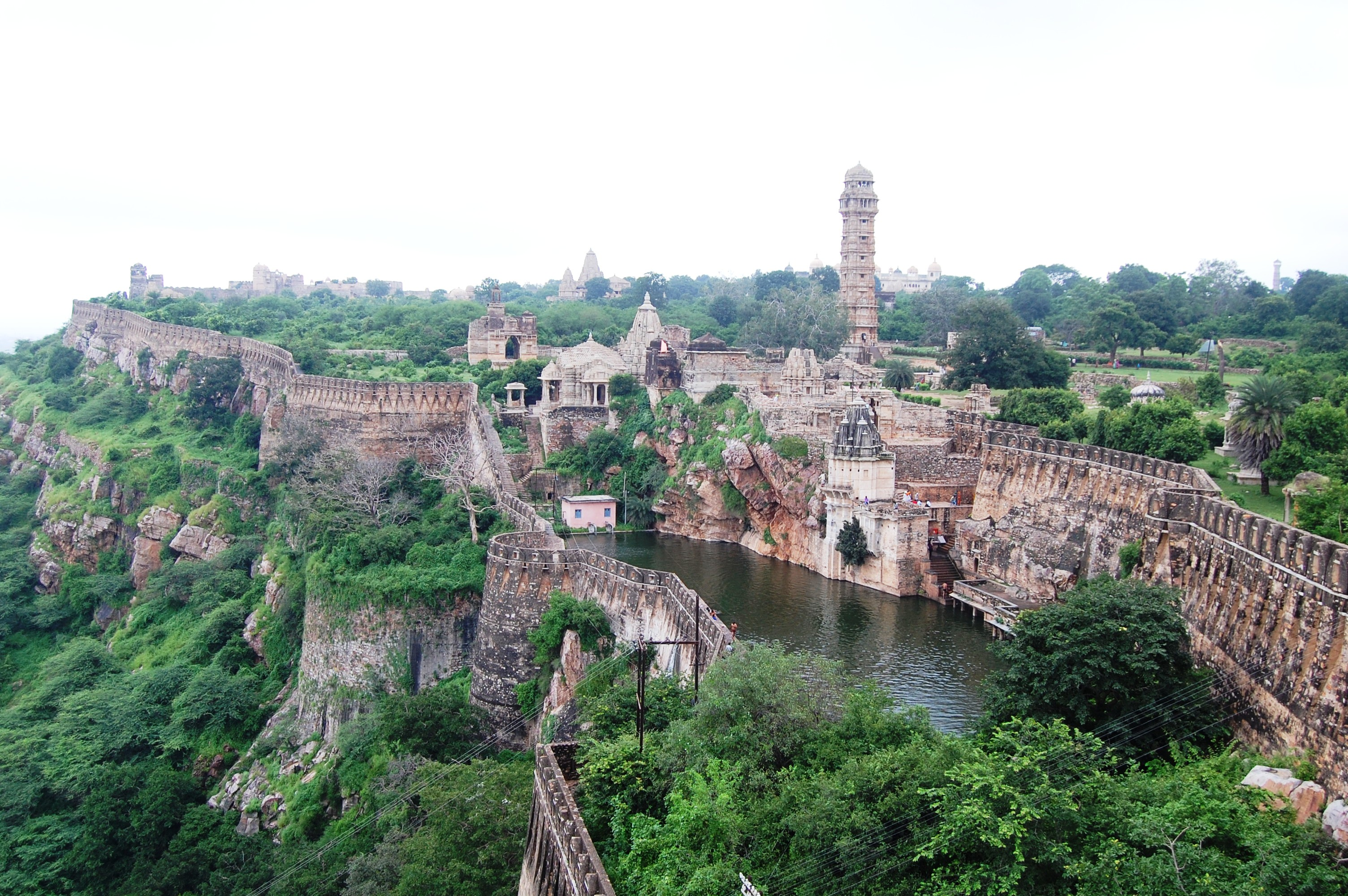
Форт Читторгарх

Архитектура раджпутов — это архитектурный стиль, выделяющийся фортами и дворцами многих правителей Раджпутов. Многие из фортов раджпутов являются объектами Всемирного наследия ЮНЕСКО и популярными туристическими достопримечательностями.
Архитектура раджпутов представляет собой различные типы зданий, среди которых можно выделить светские и религиозные. Также объекты можно классифицировать как храмы, крепости, ступени, сады или дворцы. Форты были специально построены для оборонительных и военных целей в связи с исламскими вторжениями. Архитектура Великих Моголов оказала большое влияние на стили искусства и архитектуры раджпутов.
Архитектура раджпутов продолжала развиваться и в XX—XXI веках, когда правители княжеских государств Британской Индии заказывали огромные дворцы и другие здания, такие как музей Альберт-Холл, дворец Лалгарх и дворец Умайд Бхаван. Они обычно использовали также европейские стили, что в конечном итоге привело к индо-сарацинскому стилю

## Раджастхан

### Крепости, дворцы и храмы

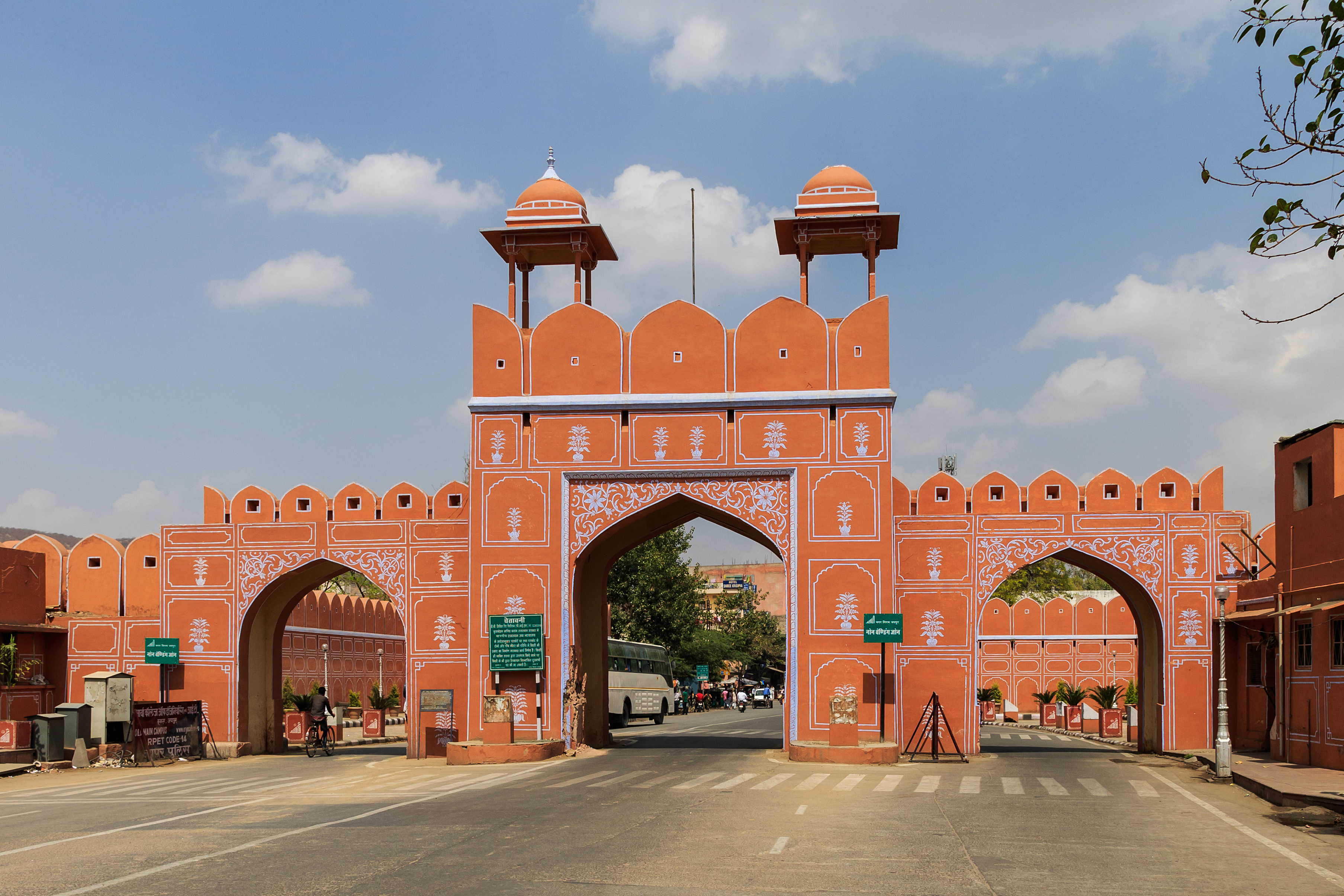
Зоравар Сингх Ворота городской стены Джайпура

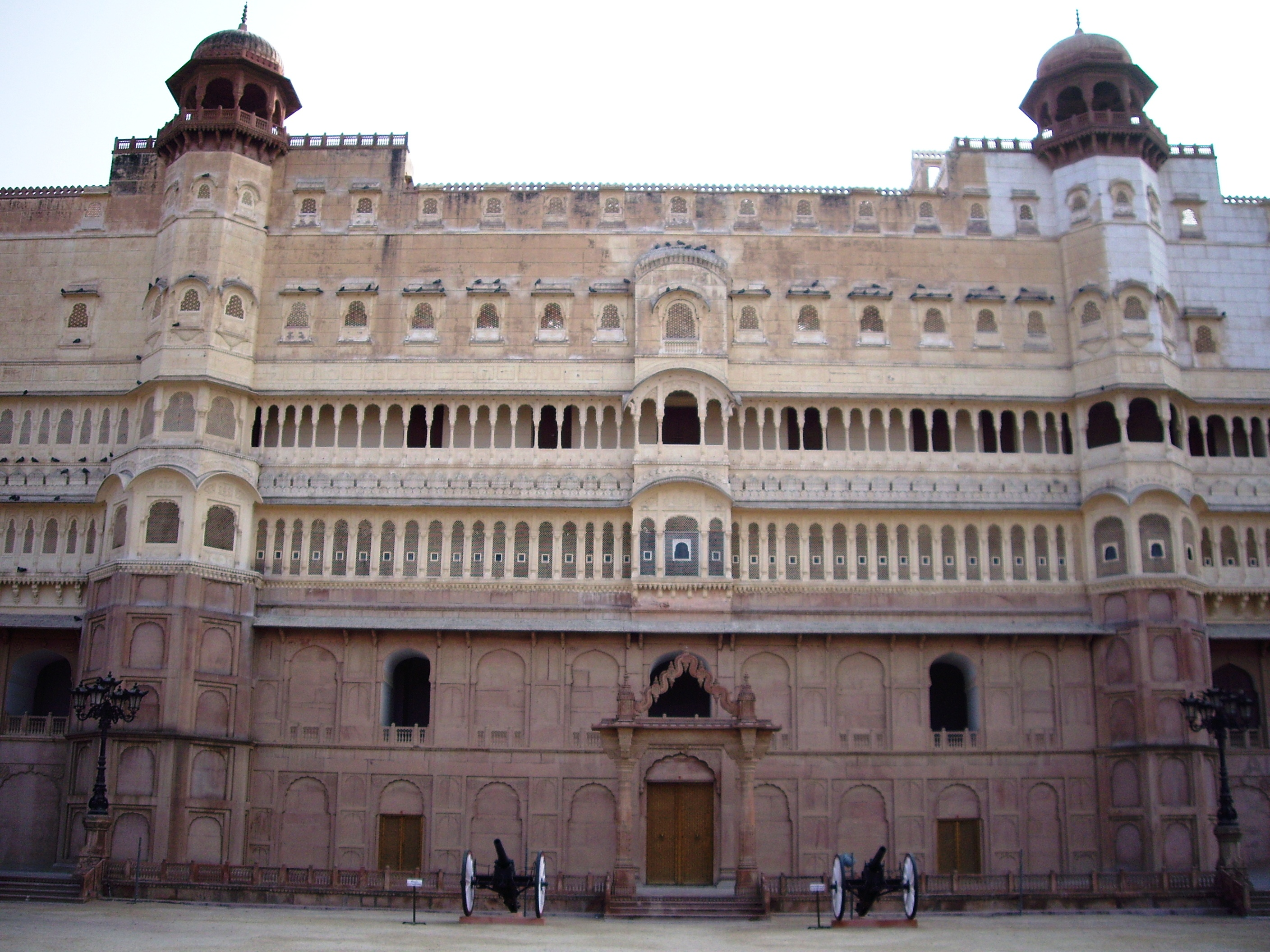
Входной восточный фасад форта Джунагарх, Биканер

Горные форты Раджастана (Амер, Читторгарх, Гагрон, Джайсалмер, Кумбхалгарх, Рантхамбор), группа из шести фортов, построенных различными княжествами раджпутов в средневековый период, являются одними из лучших примеров архитектуры раджпутов. Ансамбль также является объектом Всемирного наследия ЮНЕСКО. Также важными фортами являются форт Мехрангарх и форт Джайгарх.
Город-крепость Джайпур был основан в 1727 году правителем раджпутов Саваем Джаем Сингхом II и является «уникальным примером традиционного индуистского градостроительства», поскольку соответствует предписаниям, изложенным во многих индуистских текстах. Впоследствии были также построены Городской дворец, Хава-Махал, Дворец Рамбах, Джал-Махал и музей Альберт-Холл. В Удайпуре также есть несколько дворцов, в том числе Багоре-ки-Хавели, ныне музей, основанный главным министром 18 века.
Правители княжеств Раджпутана продолжали традицию строительства замысловатых дворцов почти до обретения независимости, например, дворец Лалгарх в Биканере, дворец Муссонов в Удайпуре и дворец Умайд Бхаван в Джодхпуре. Многие из них выполнены в стиле индо-сарацинской архитектуры, часто с привлечением европейских архитекторов.

### Кенотафы

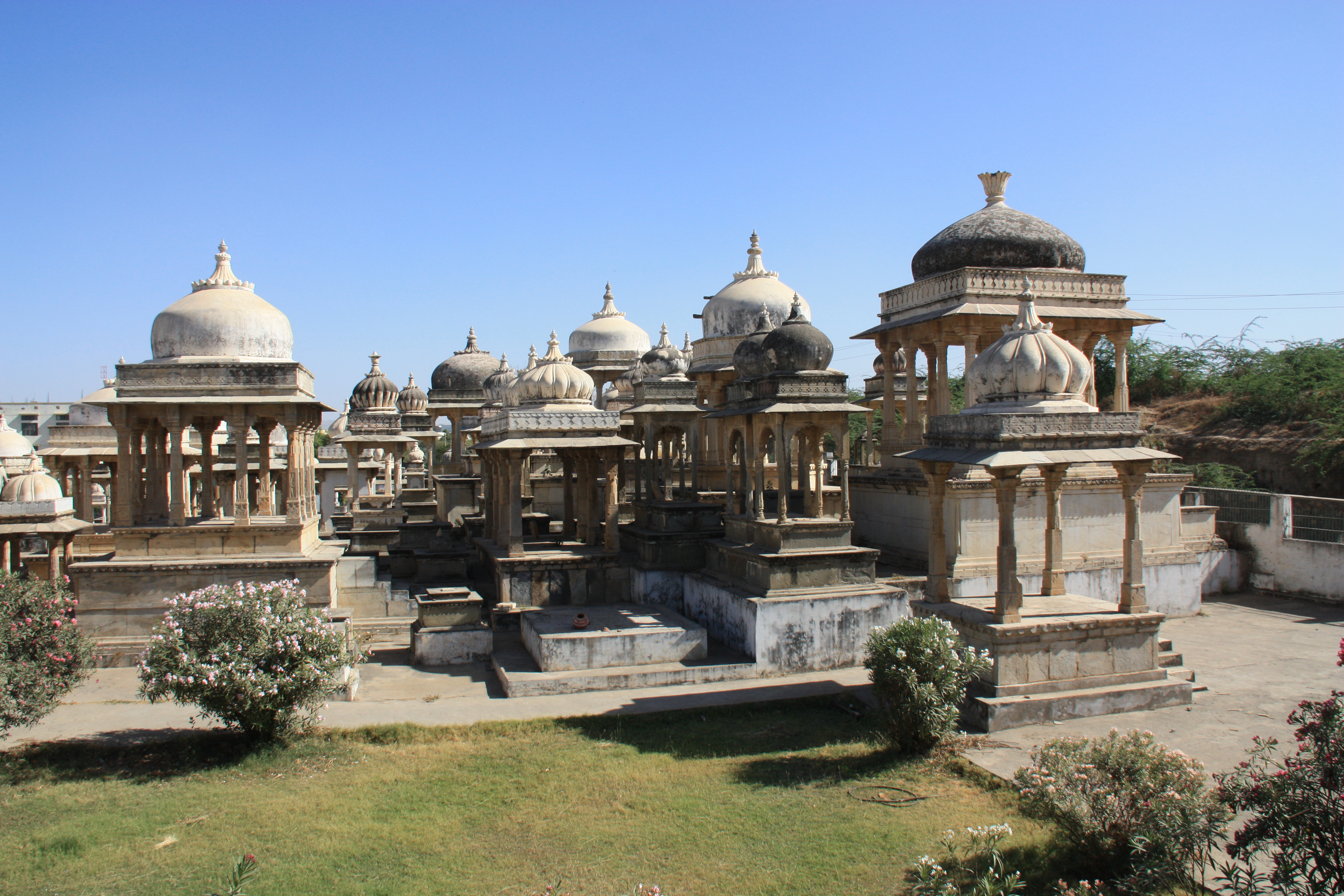
Некоторые из кенотафов Ахара за пределами Удайпура

Ряд династий раджпутов строили группы мемориалов-кенотафов для своих членов, в основном используя форму чхатри, часто на традиционном месте для кремации. К ним относятся кенотафы Ахар за пределами Удайпура и Бада Баг недалеко от Джайсалмера. Отдельно можно выделить Джасвант Тада в Джодпхуре и Чаураси Хамбон ки Чхатри, Бунди.

## Гуджарат

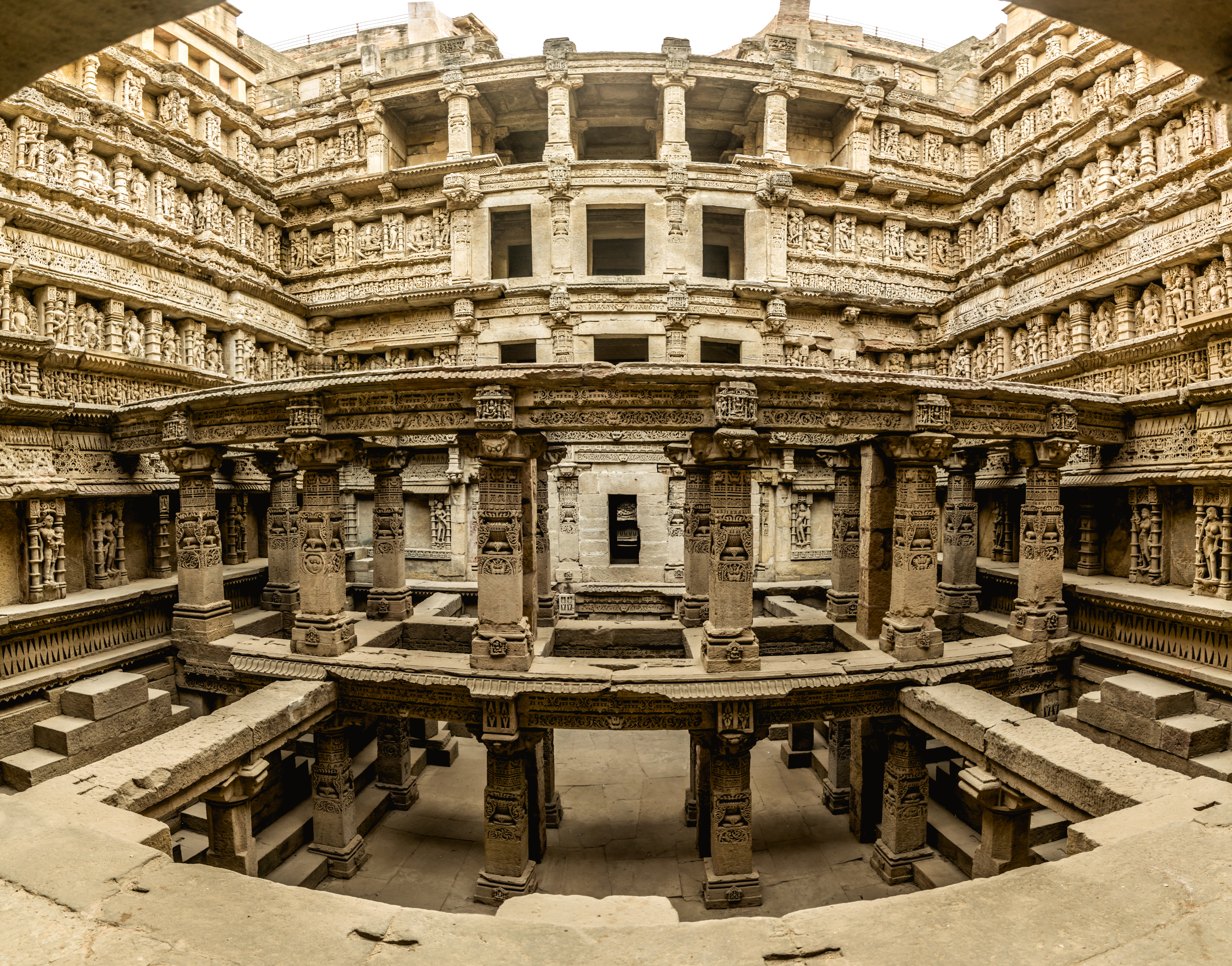
Рани ки вав, Патан, Гуджарат, XI век

Архитектура Мару-Гурджары, или Соланский стиль, — это особый стиль, который возник в Раджпутане и соседнем Гуджарате примерно в XI веке раджпутами Соланки. Примерами архитектуры раджпутов Соланки являются храм Таранга Джайн, храм Рудра Махалая и Храм Солнца в Модере . Джайнские храмы Дилвары на горе Абу, построенные в XI—XIII веках н. э., Рани ки вав также был построен в этот период.
Небольшой, но богато украшенный резьбой индуистский храм Амбика Мата в Джагате и пять храмов Кираду 11-12 веков являются образцом стиля Пратихар Раджпут. Храм Джагдиш в Удайпуре (завершен в 1651 году) построен по поручению Джагата Сингха I в позднем стиле Мару-Гурджара. По внешнему виду этот стиль отличается от других североиндийских храмовых стилей того периода.
Внешние стены храмов были построены с увеличением числа выступов и углублений, в которых размещались резные статуи. Они обычно располагаются в добавленных регистрах, над нижними полосами молдингов. На последних изображены непрерывные ряды всадников, слонов и киртимукхас. Почти ни один участок поверхности не остался без украшений.
На главной башне шикхара обычно расположено множество вспомогательных шпилей урушринга, а в больших храмах расположены два небольших боковых входа с верандами.

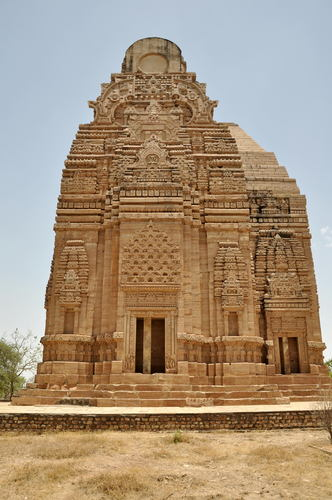
Тели ка Мандир был построен внутри форта Гвалиор правителем раджпутов Пратихары Михирой Бходжей.

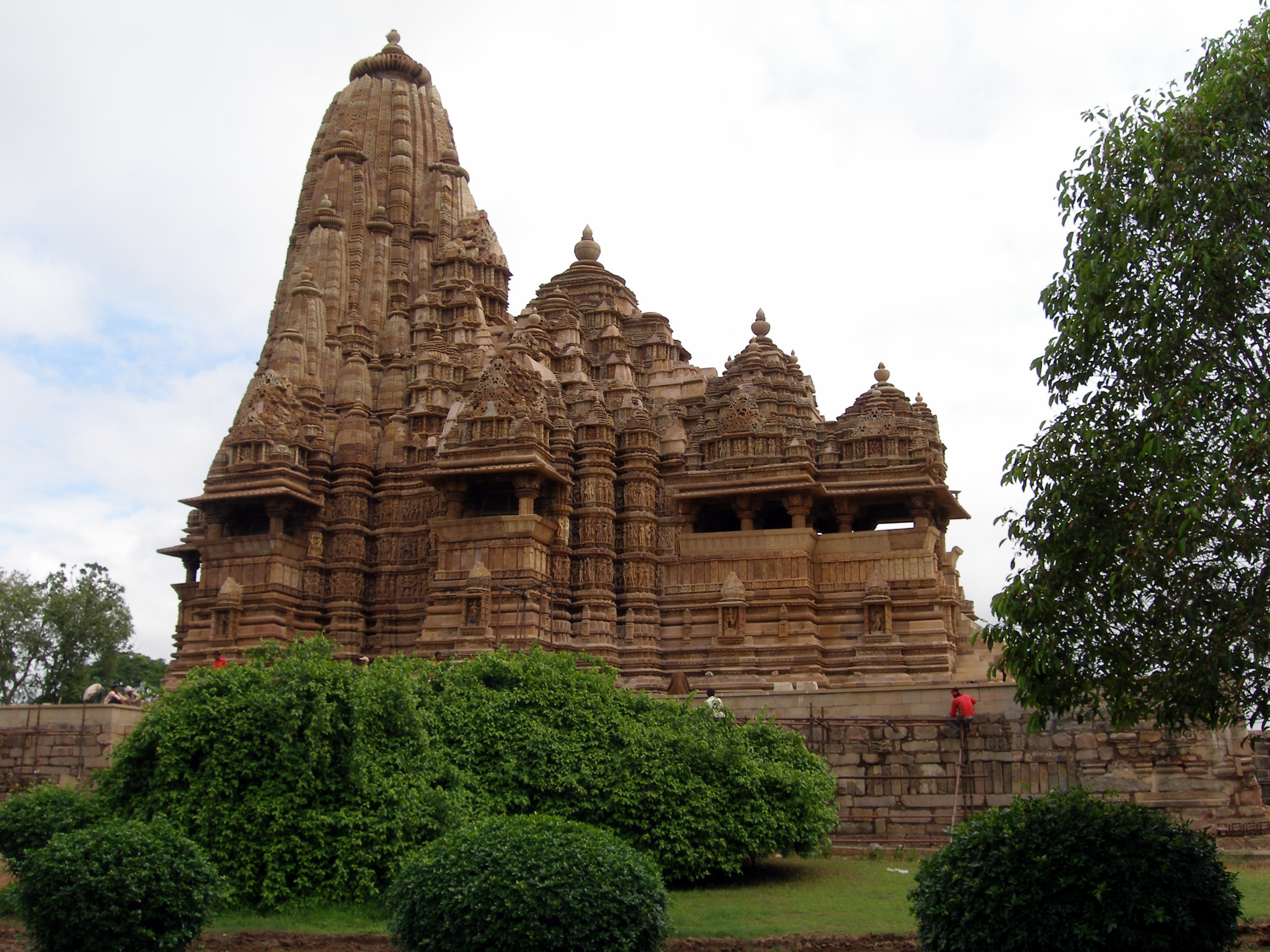
Группа памятников Кхаджурахо была построена раджпутами

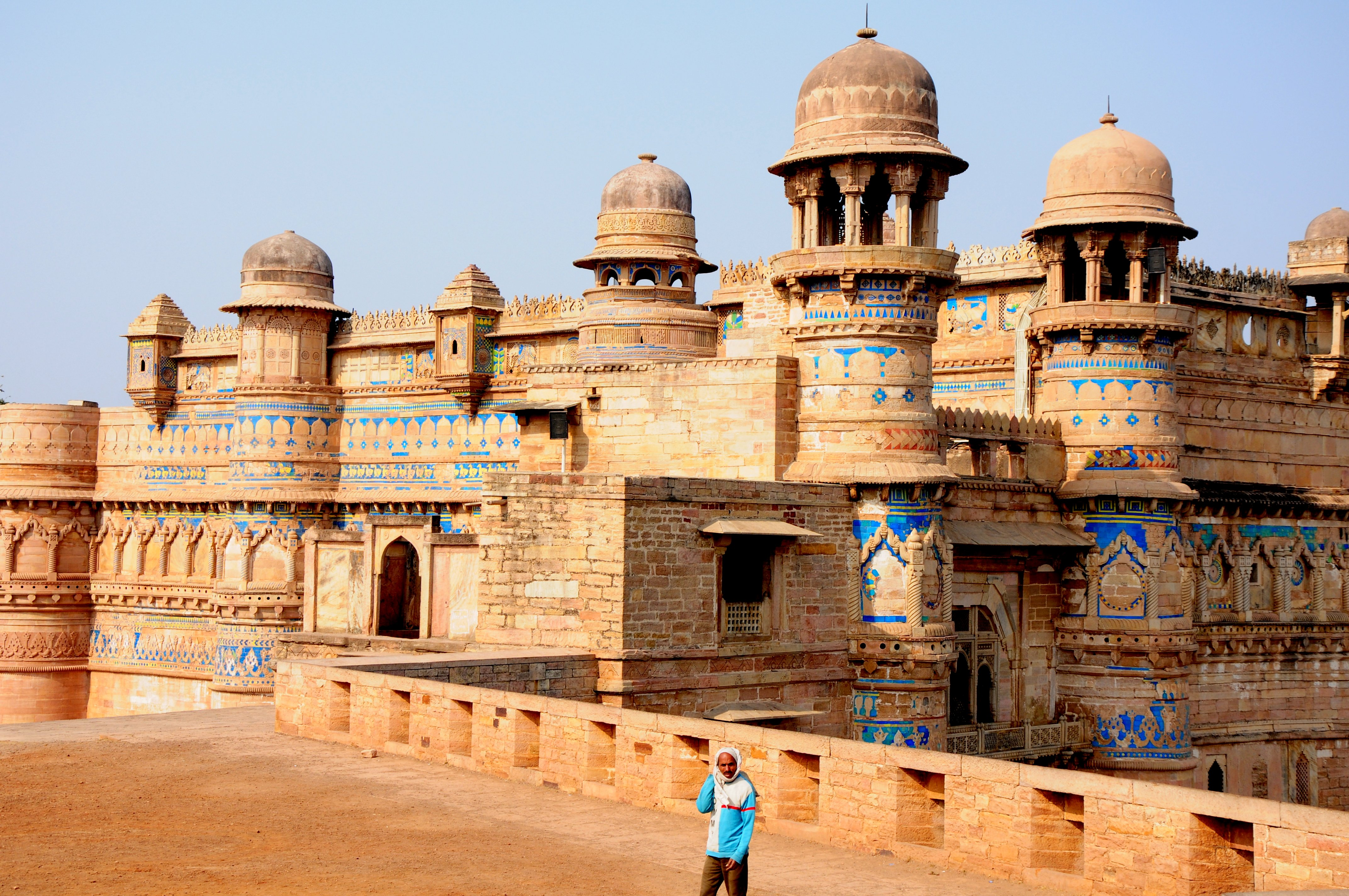
Форт Гвалиор

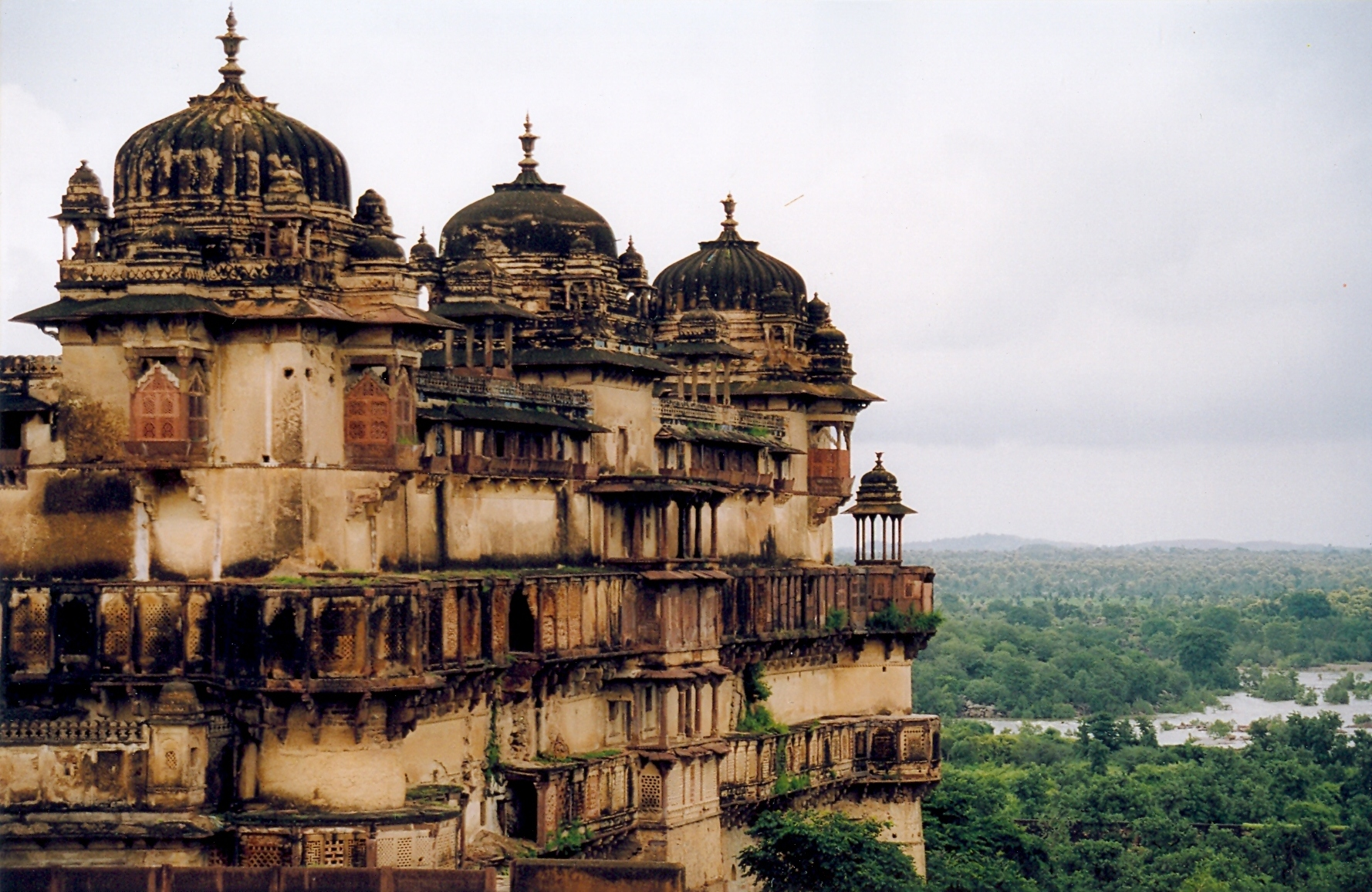
Джахангир Махал был построен Вир Сингхом Део как символ приветствия императору Великих Моголов Джахангиру.

Группа памятников Кхаджурахо была построена правителями раджпутов Чанделы в 885—1050 год нашей эры.
Форт Гвалиор — это горный форт недалеко от Гвалиора. Форт существует как минимум с XX века, а надписи и памятники, найденные на территории нынешнего кампуса форта, указывают на то, что он, возможно, существовал ещё в начале VI века. Форт считается одним из лучших в раджпутской архитектуре. Большая часть современного форта была построена Ман Сингхом Томаром, королем раджпутов, который правил регионом с 1486 по 1516 год.
Государство Орчха было основано в 1531 году (XVI век н. э.) вождем раджпутов Бундела Рудрой Пратапом Сингхом (1501—1531), который стал первым королем Орчхи, а также построил одноимённый форт. Храм Чатурбхудж был основан во время правления императора Великих Моголов Акбара королевой Орчхи, Ганешей Кунвар, в то время как Радж Мандир был построен Раджей Мадхукар Шахом во время его правления с 1554 по 1591 год. Махал Джахангир был построен в 17 веке Вир Сингхом Део как символ доброжелательности императору Великих Моголов Джахангиру.
Форт Сингоргарх был построен раджой Бело из династии Махоба.

## Уттар-Прадеш

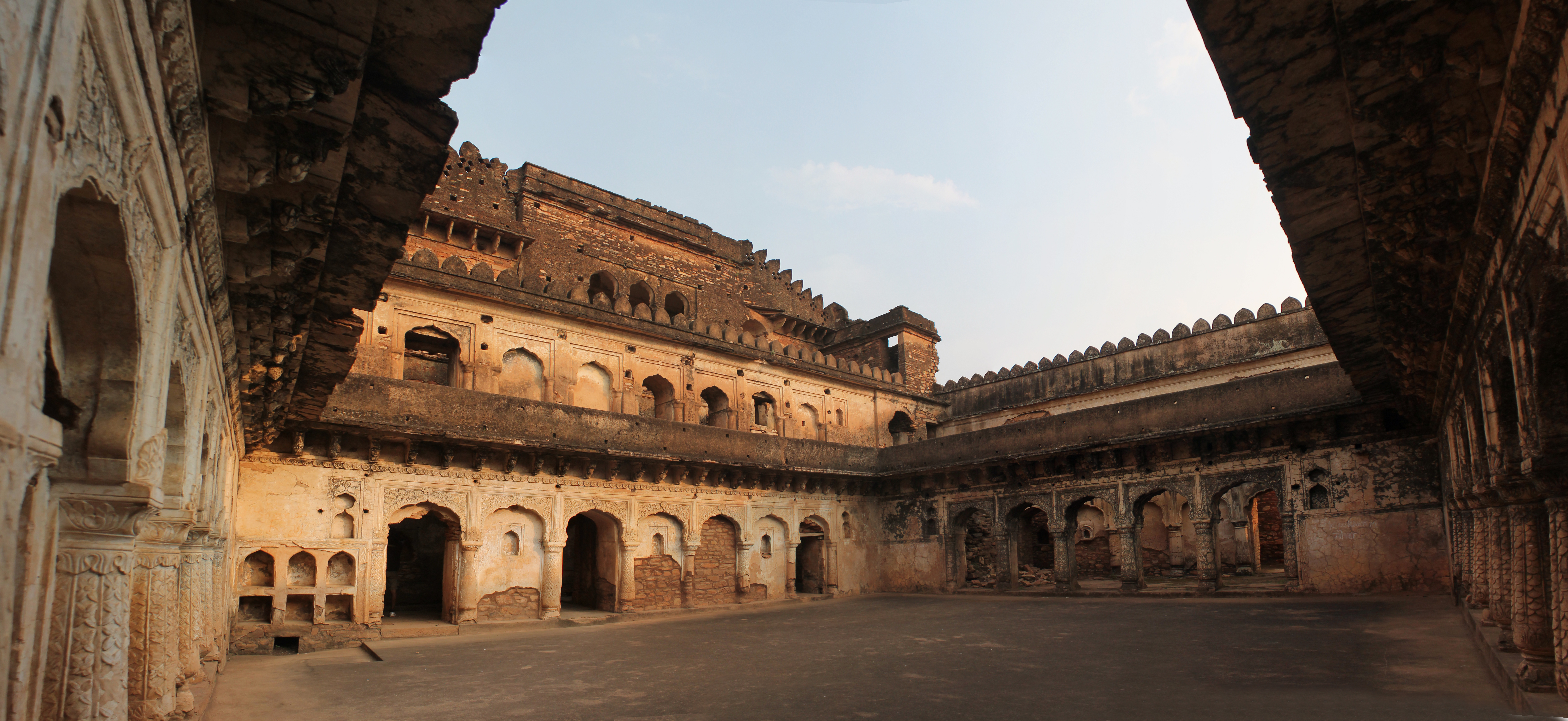
Рани Махал, форт Калинджар

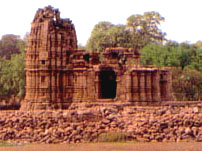
Храм Солнца, район Махоба

Многие династии раджпутов правили Уттар-Прадешем в эпоху средневековья. Большое количество крепостей, дворцов и храмов были построены раджпутами. Форт Калинджар был основан династией раджпутов Чандела в X веке. Будучи возведённым на скалистом холме, форт также использовался соланками из Ревы. Форт Джайчандра был построен раджпутами Ратхоре из Каннауджа.
Основание форта Джханси приписывается правителю раджпутов Бундела Раджа Бир Сингху Джу Део. Храм Солнца и крепости Чаркхари и Мангал Гарх в районе Махоба были созданы при правителях Чанделы Бунделькханда.

## Пакистан

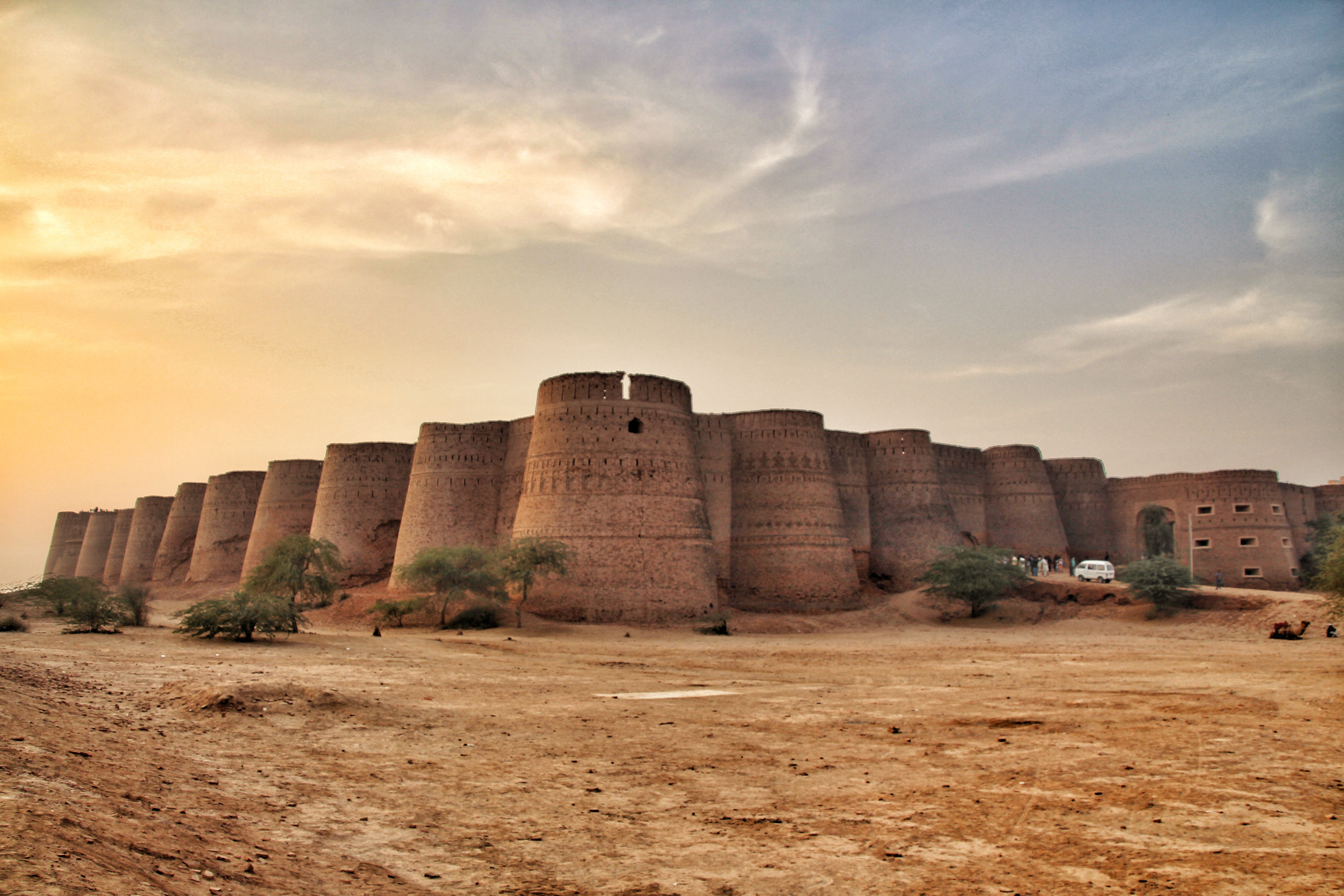
Форт Деравар в Холистане, образец архитектуры раджпутов

Крепости Деравар и Умеркот были основаны правителями индуистских раджпутов в эпоху средневековья и являются примерами ранней архитектуры раджпутов.

## Галерея

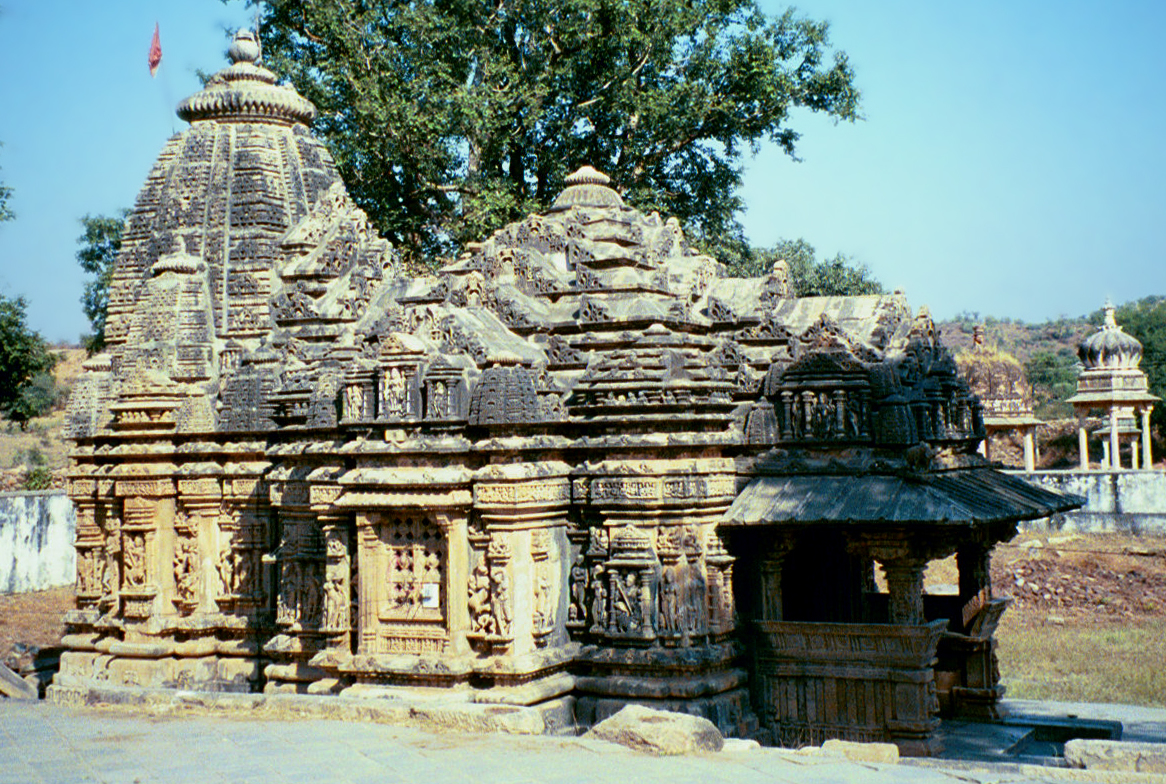
Храм Амбика Мата
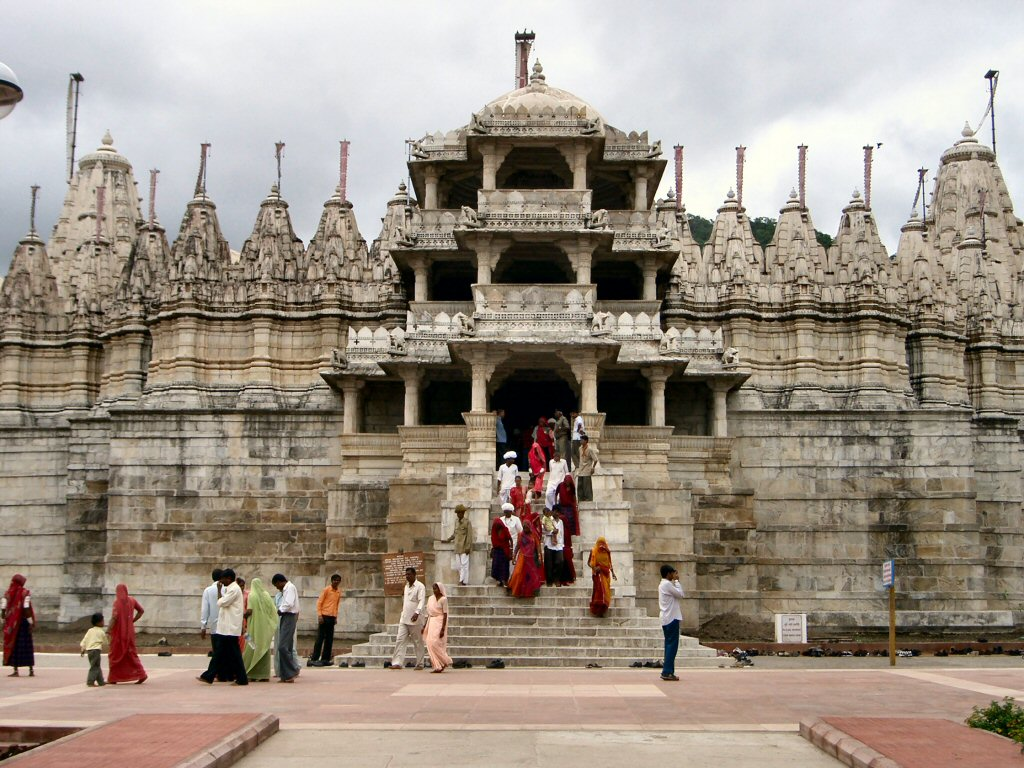
Джайнистский храм Ранакпура
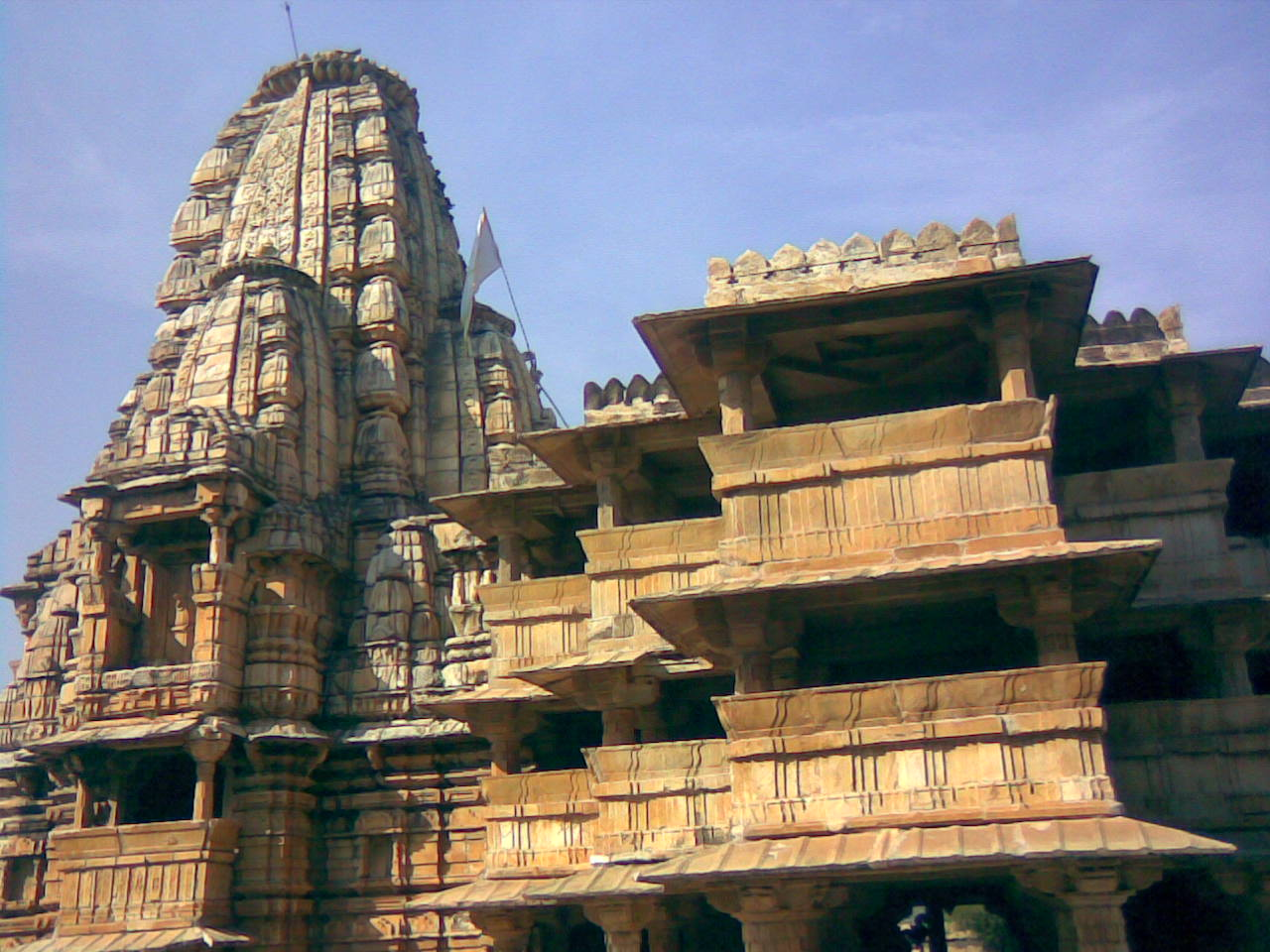
Храм Сомнатх
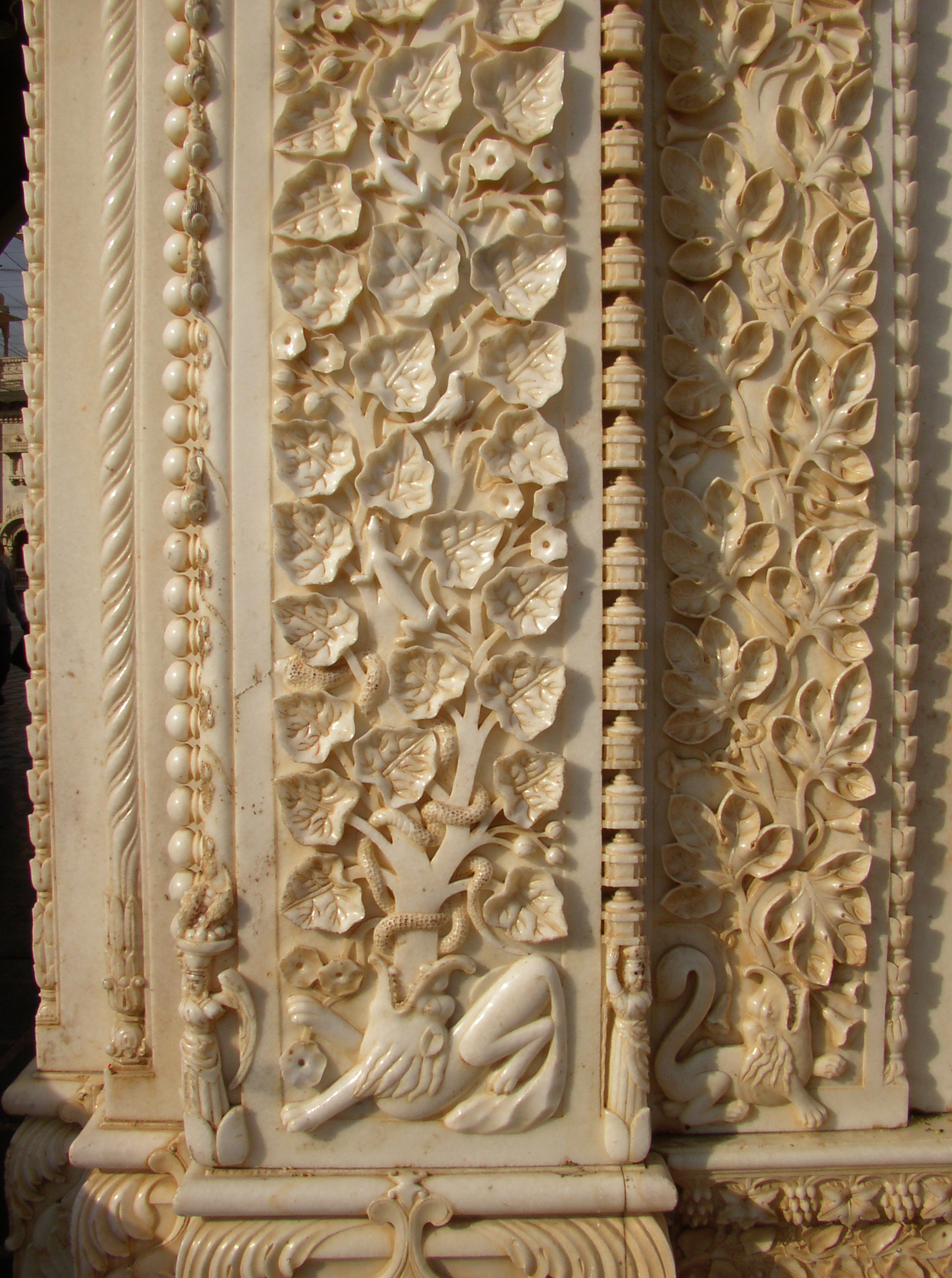
Храм Карни Мата, работа с камнем
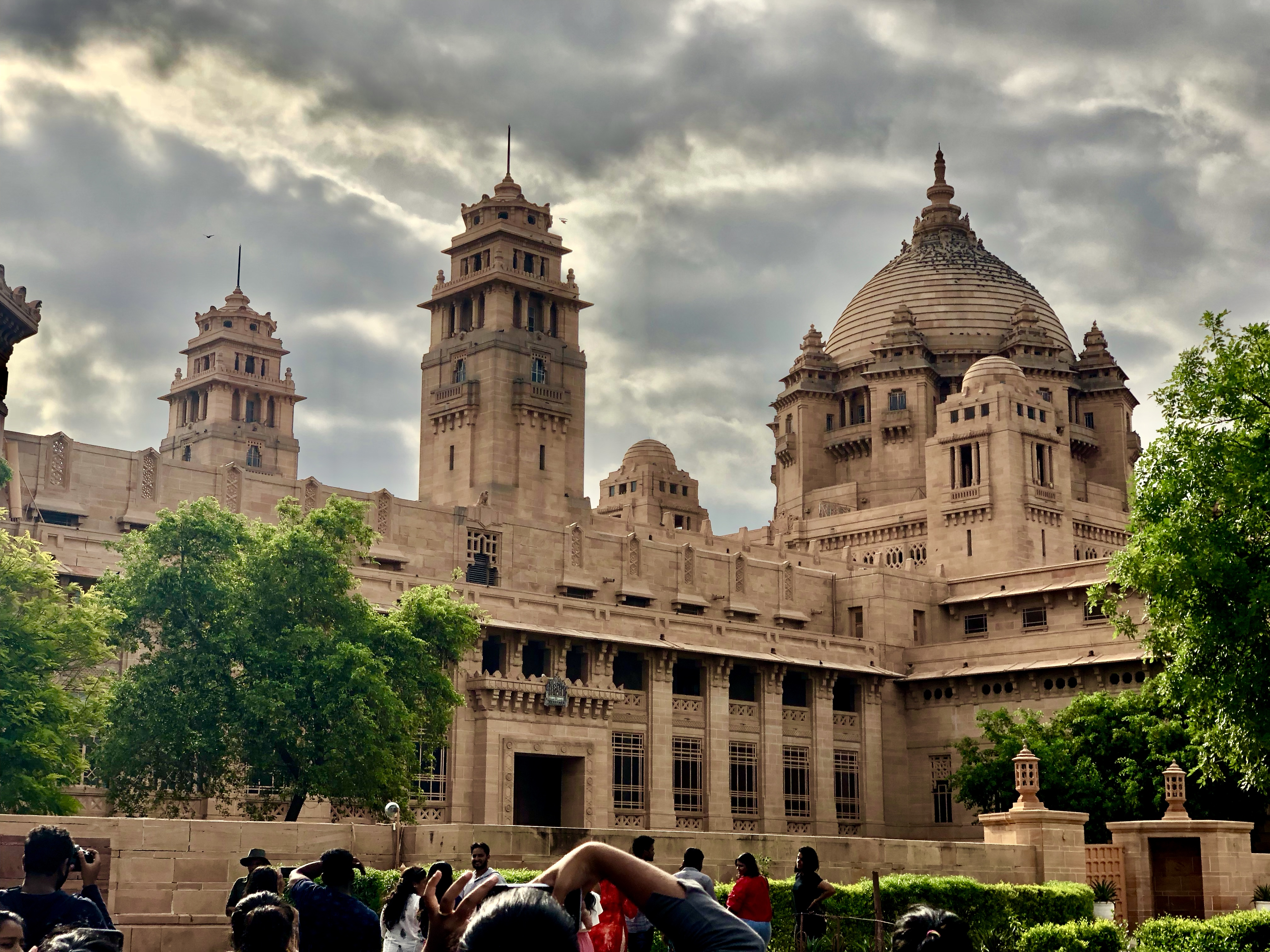
Умайд-Бхаван
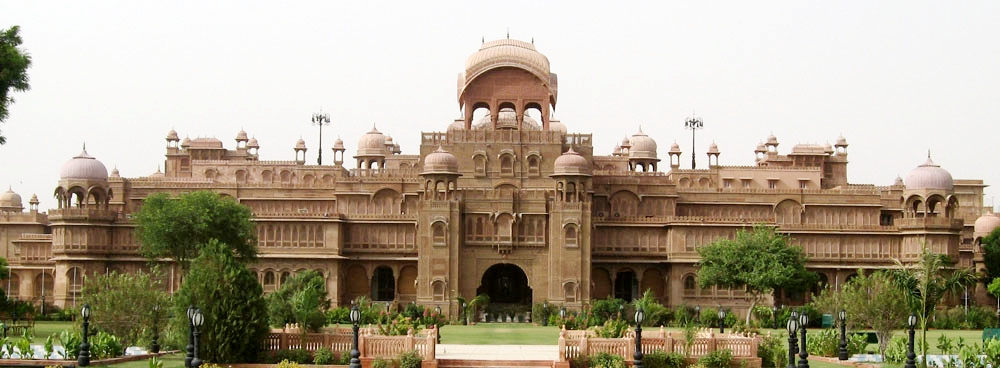
Дворец Лалгарх
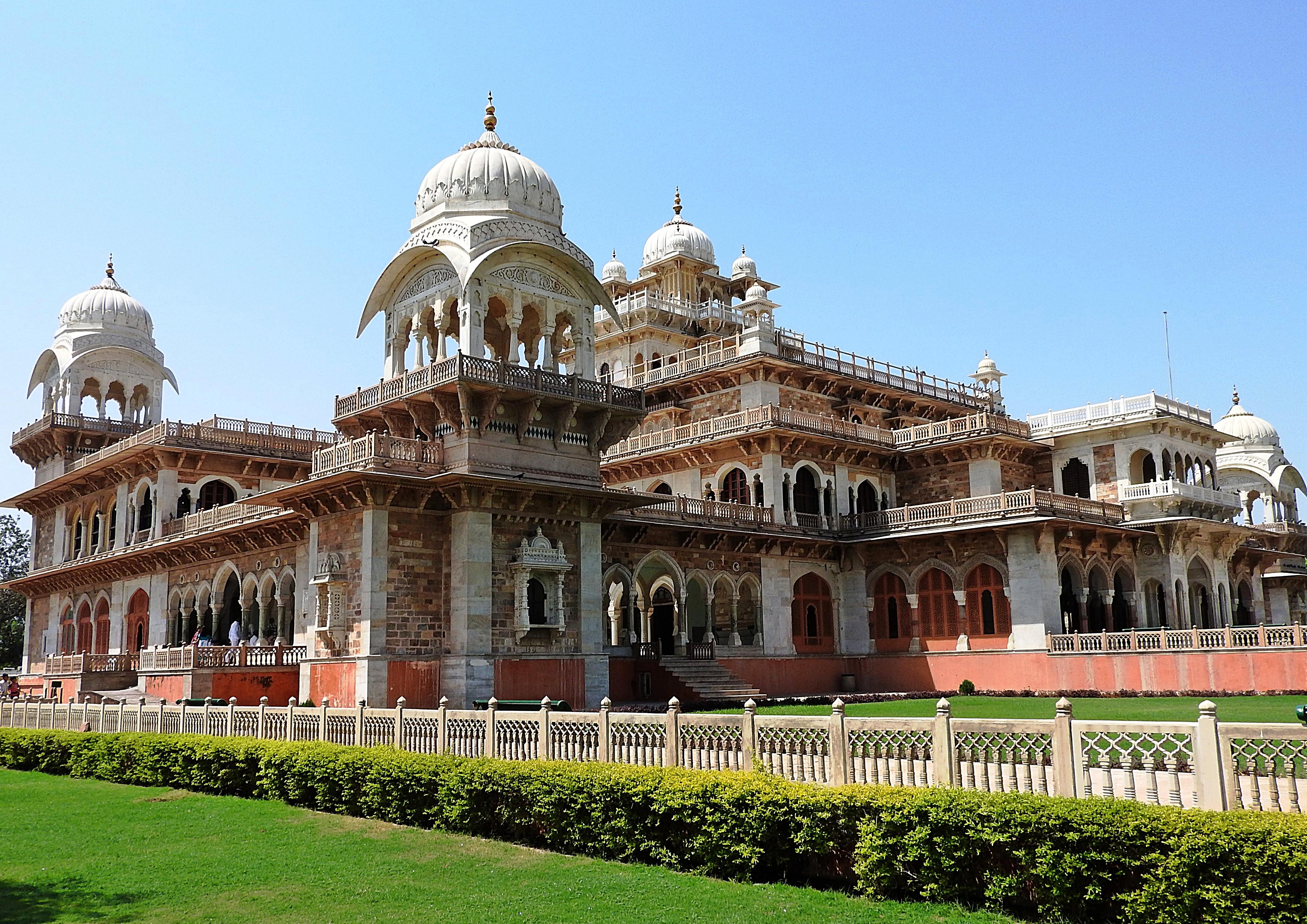
Музей Альберт Холл
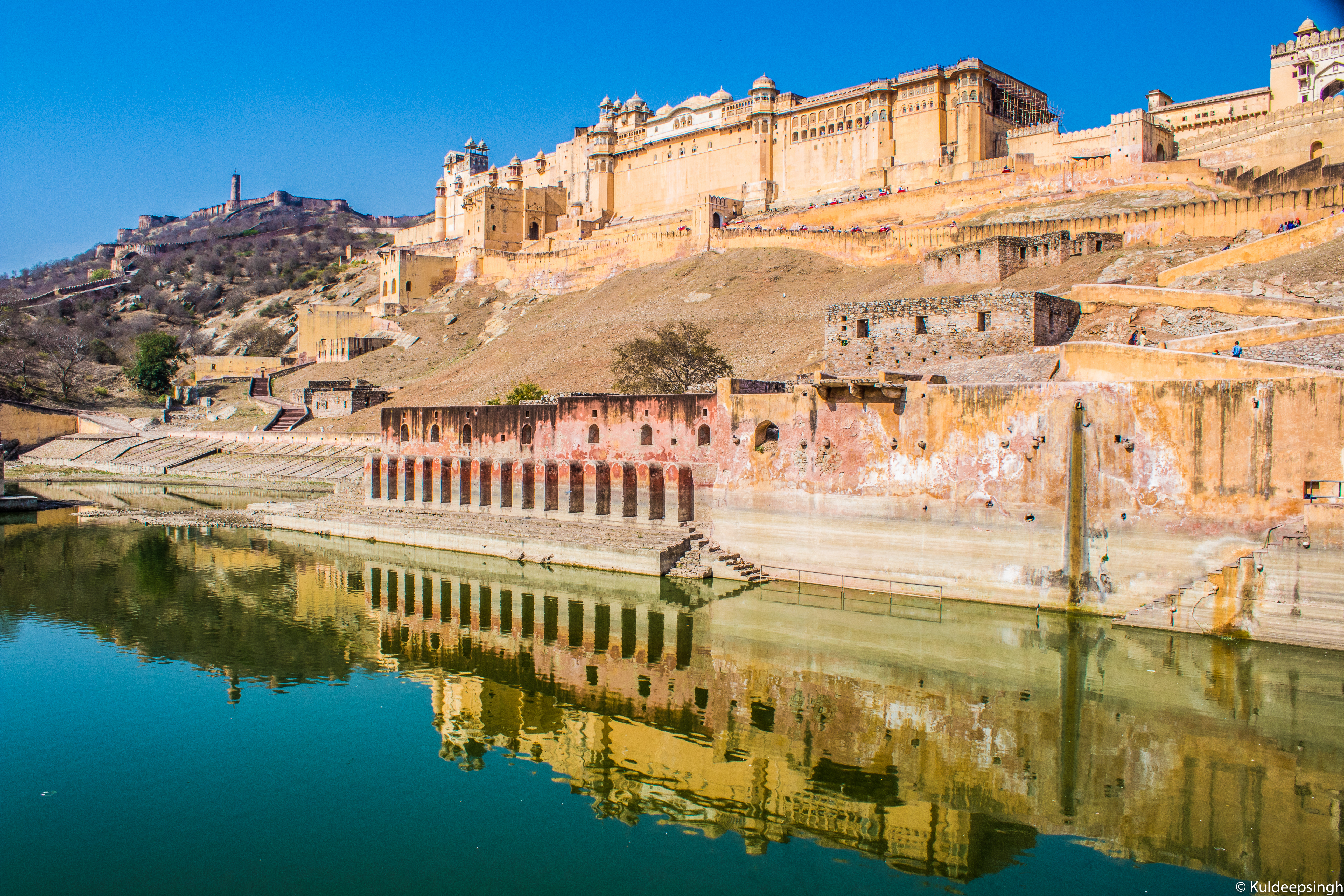
Форт Амер
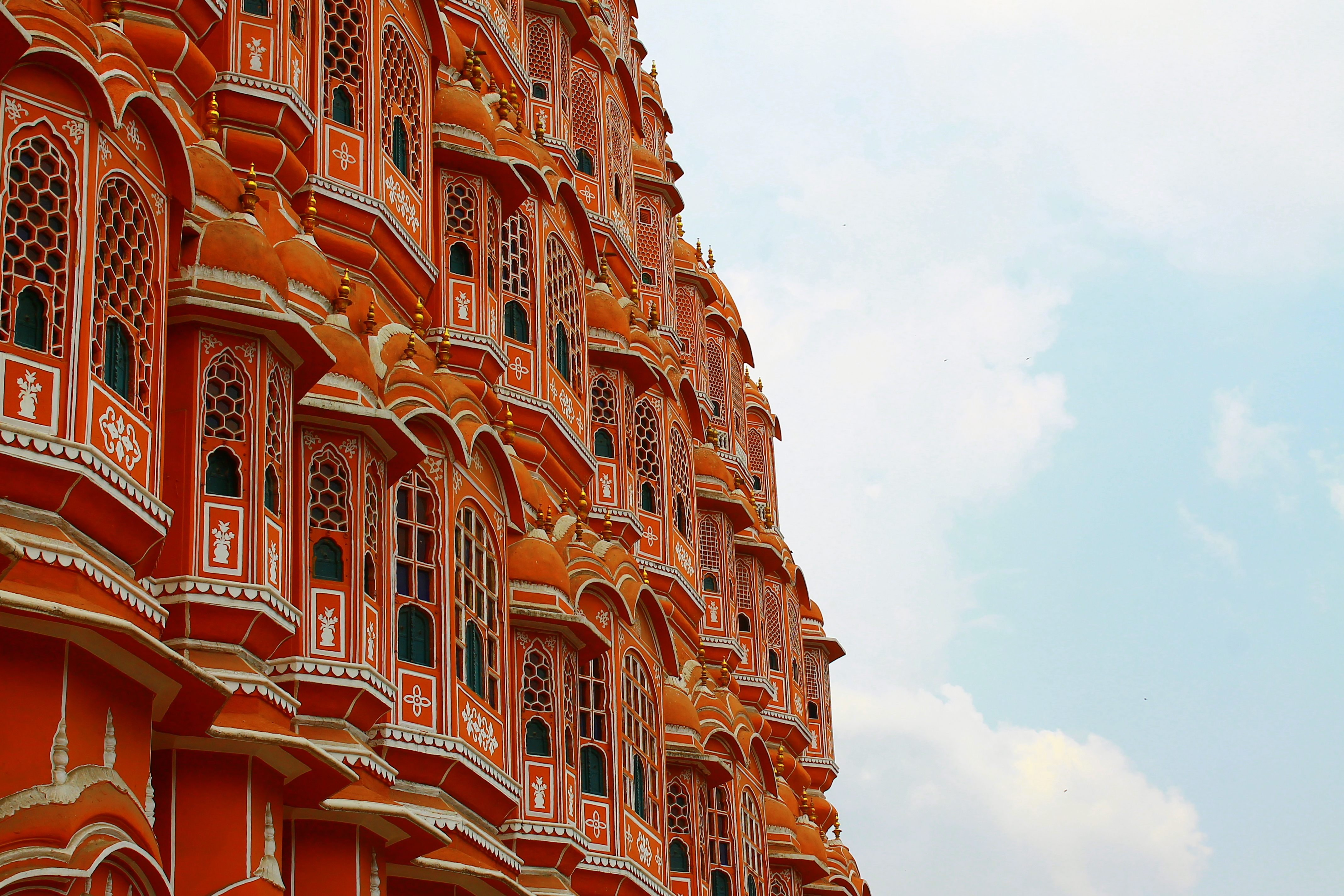
Хава-Махал
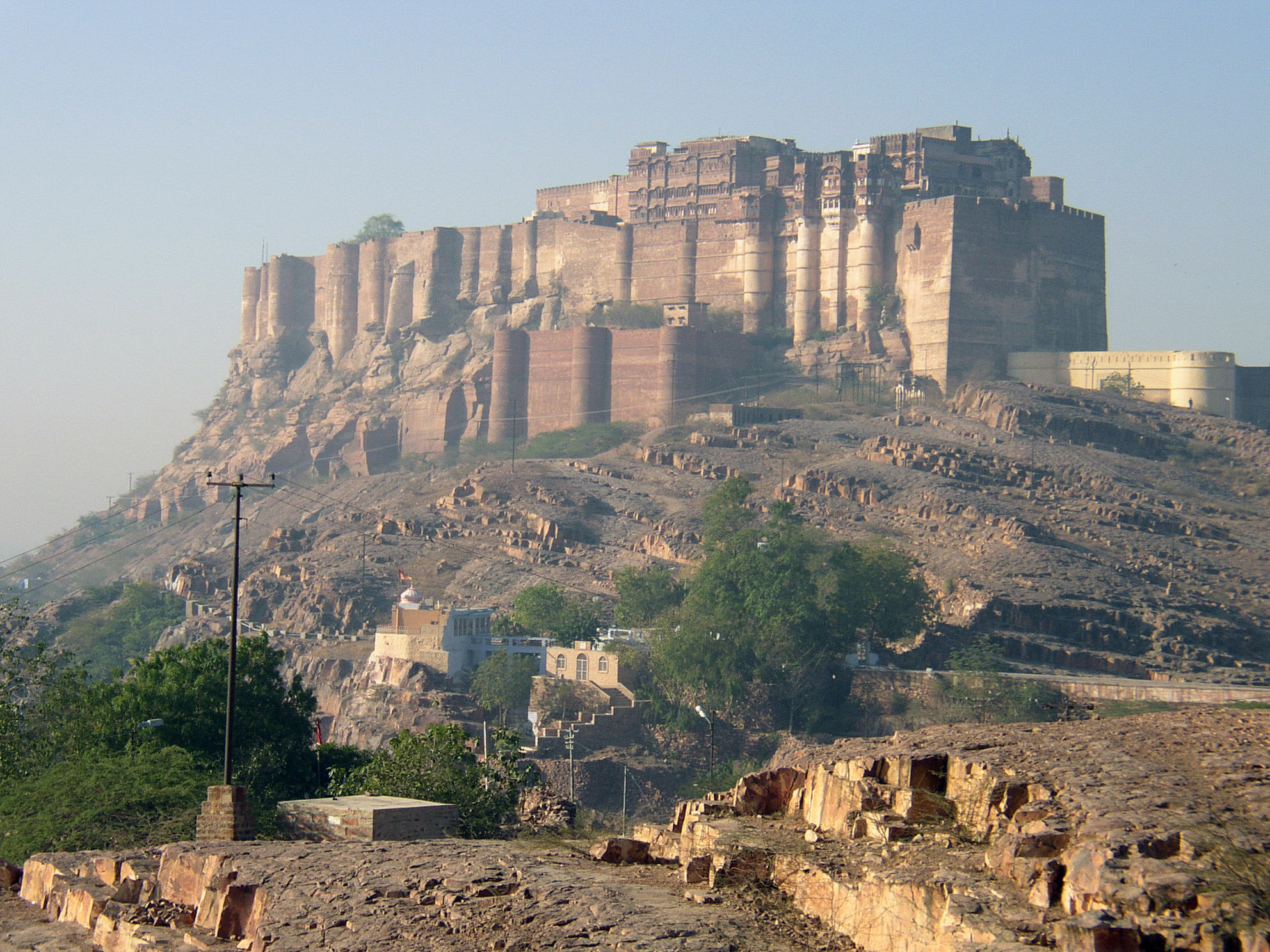
Форт Мехрангарх
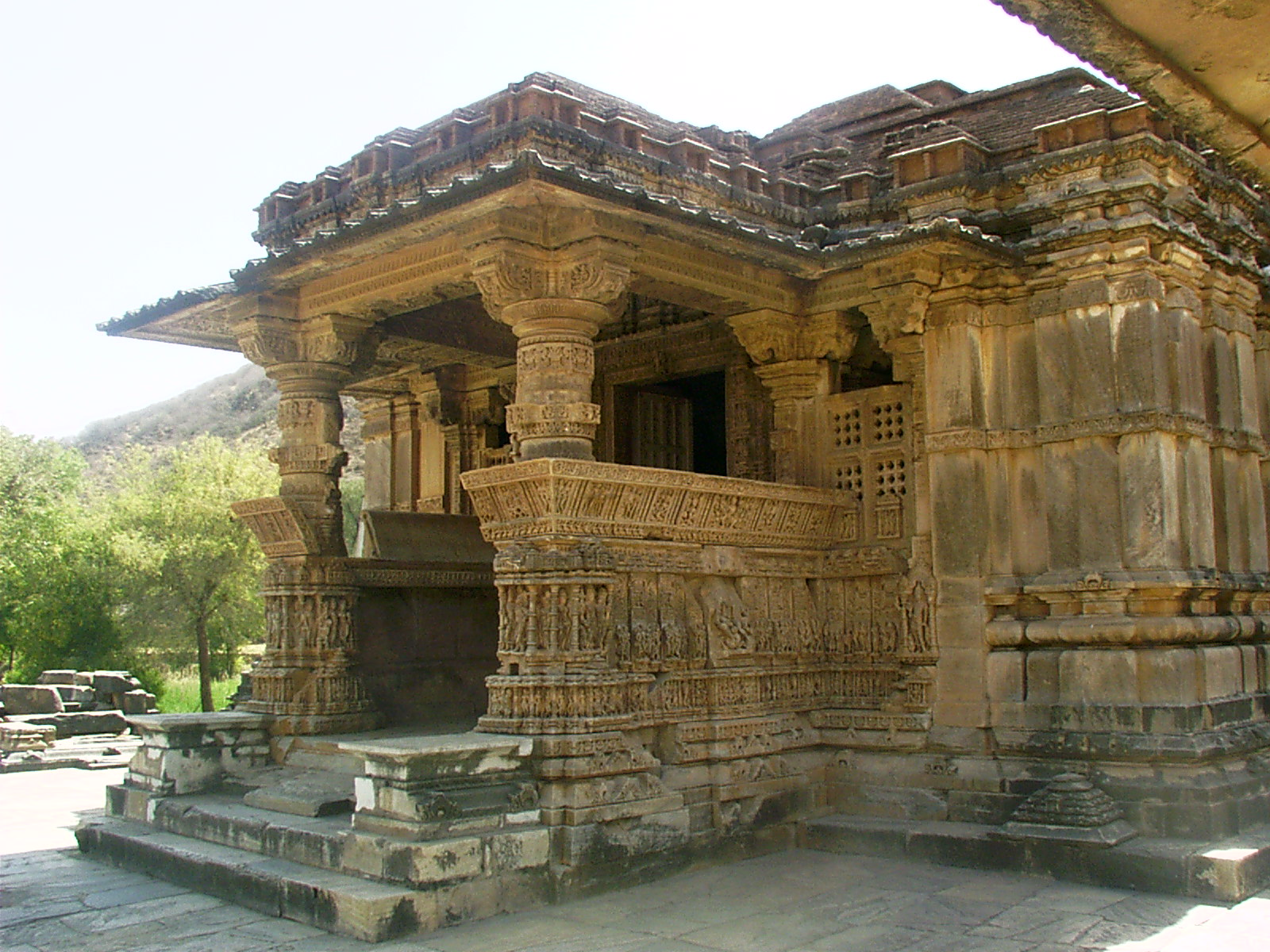
Храм Сахасра Баху
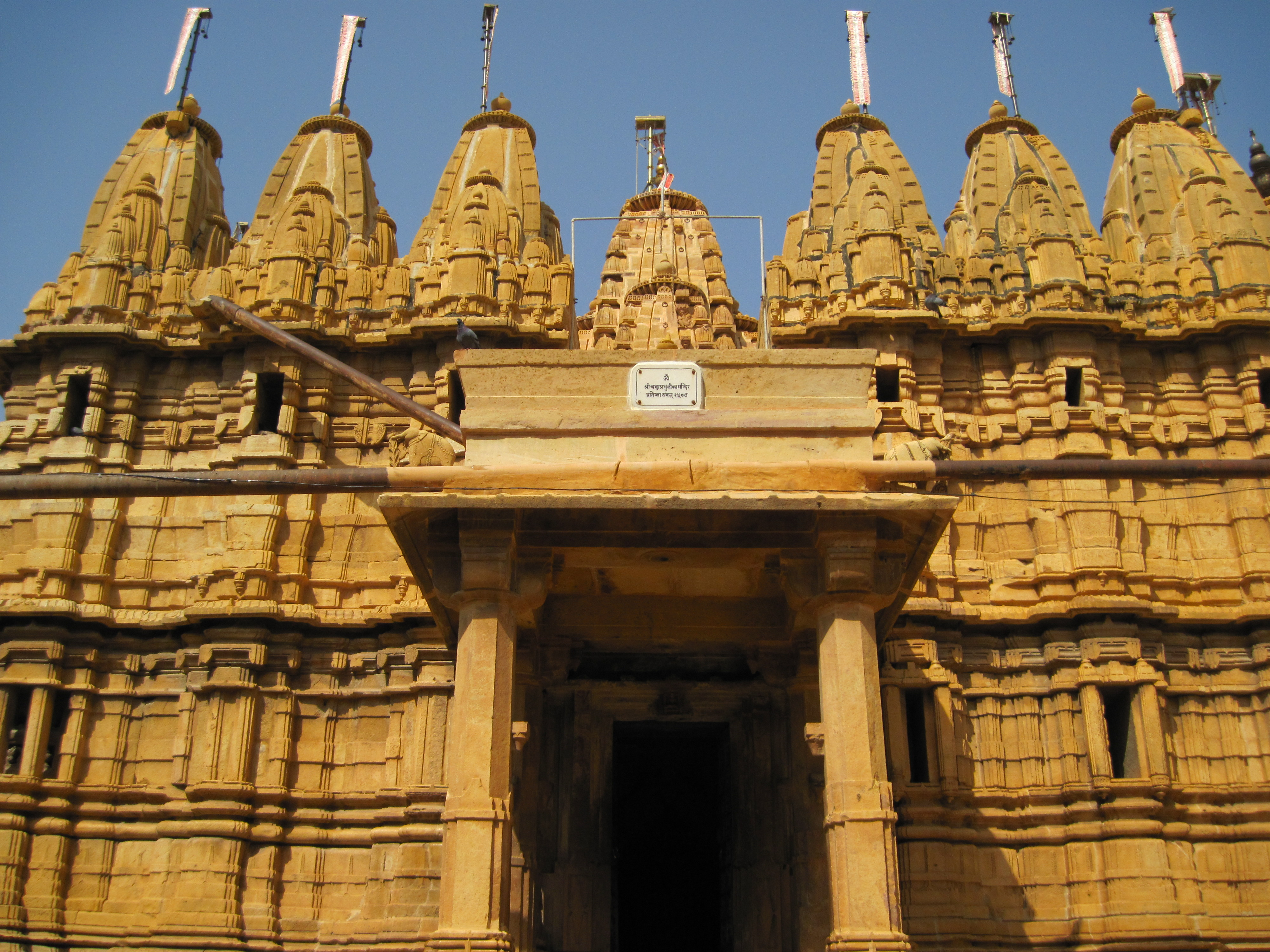
Джайнский храм в форте Джайсалмер
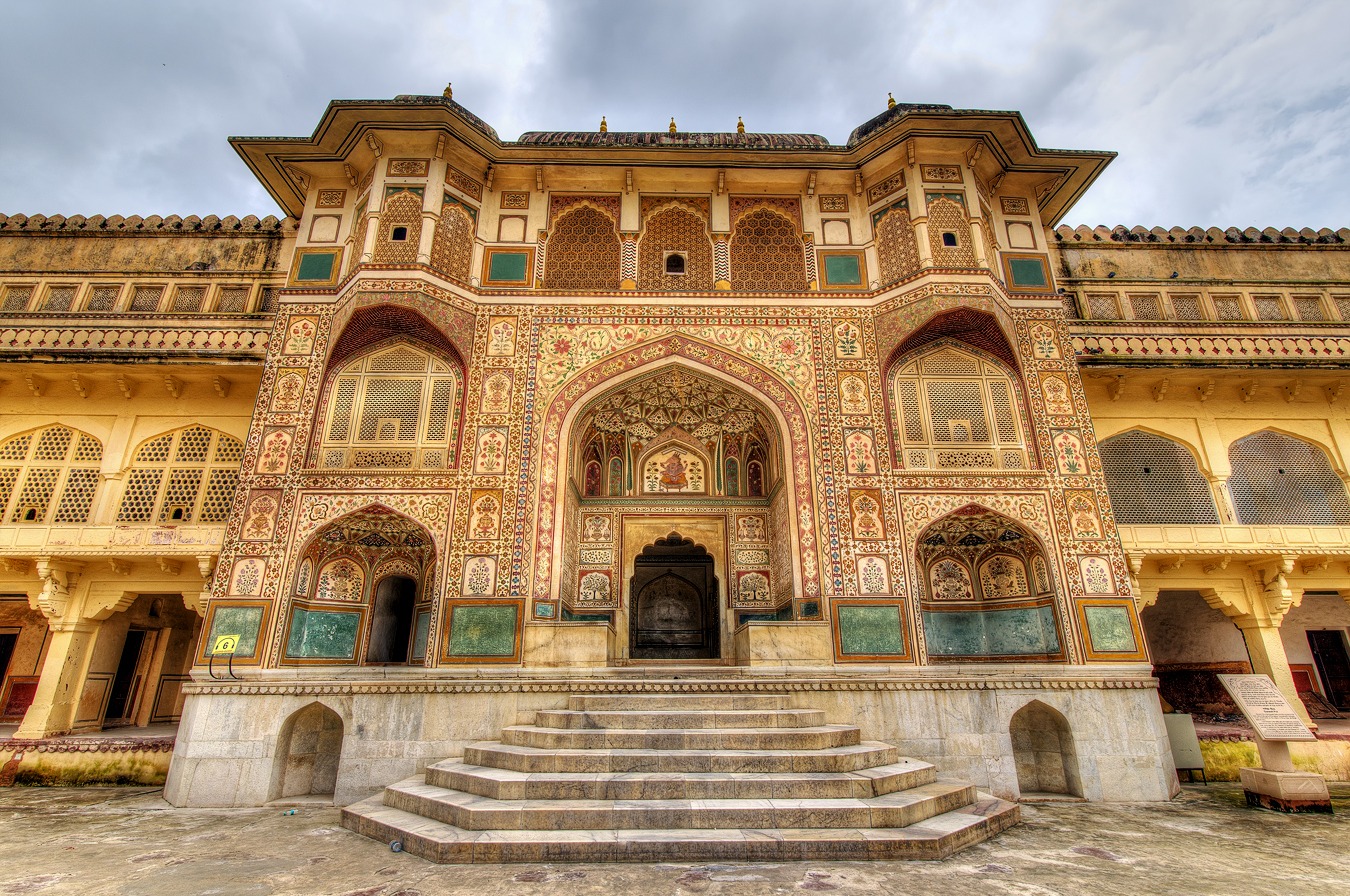
Ворота Ганеш Пол в форте Амер
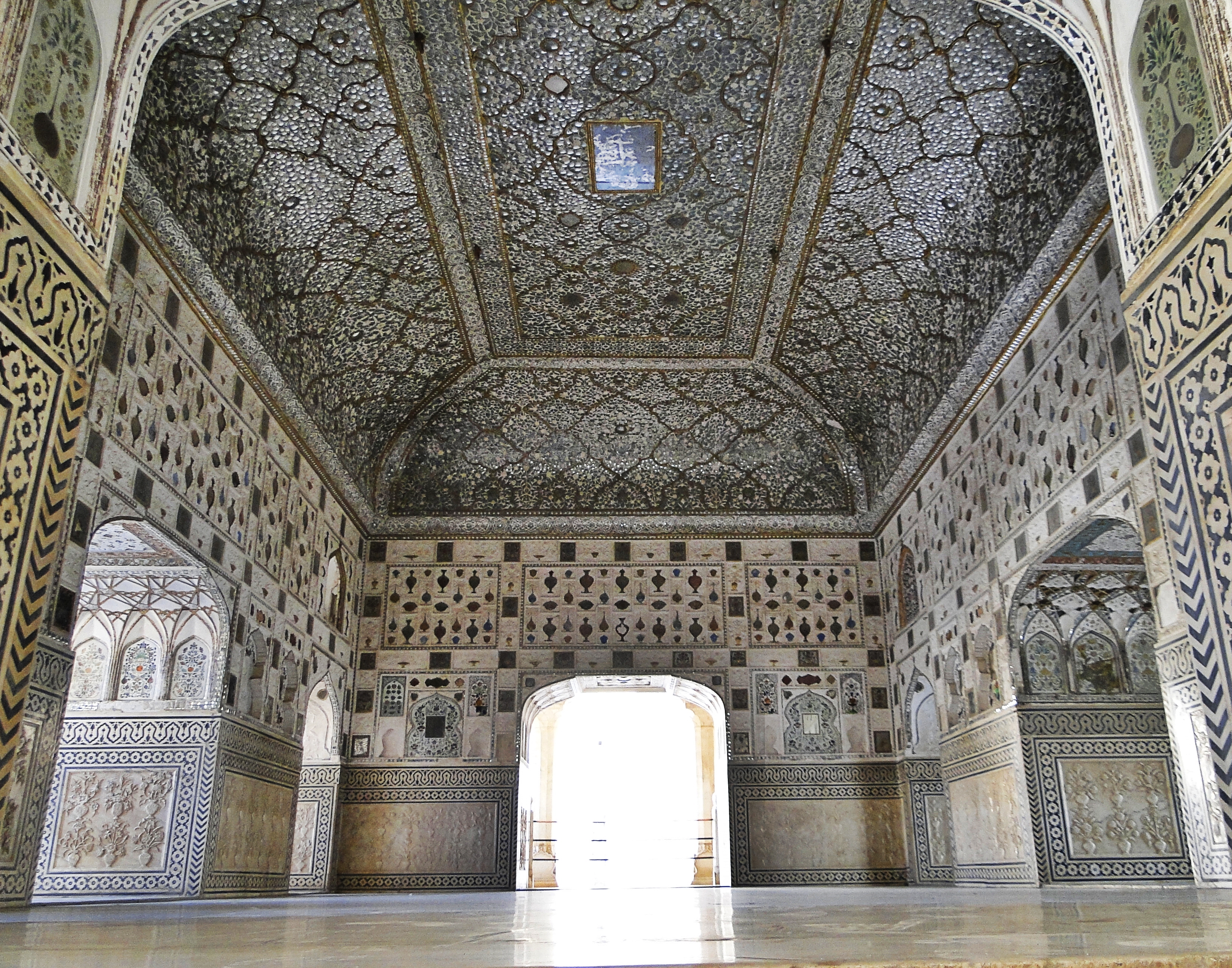
Шиш-Махал
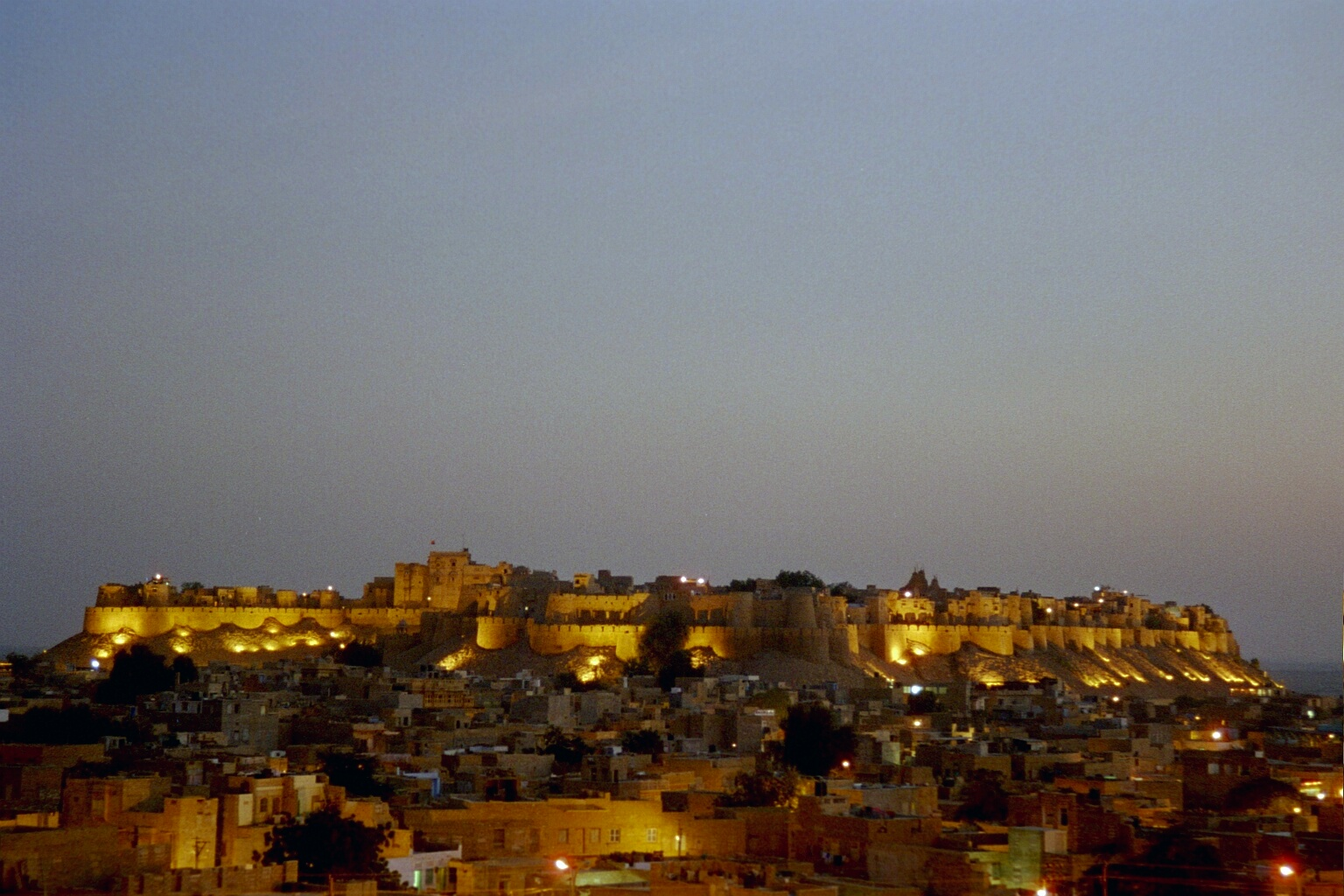
Форт Джайсалмер
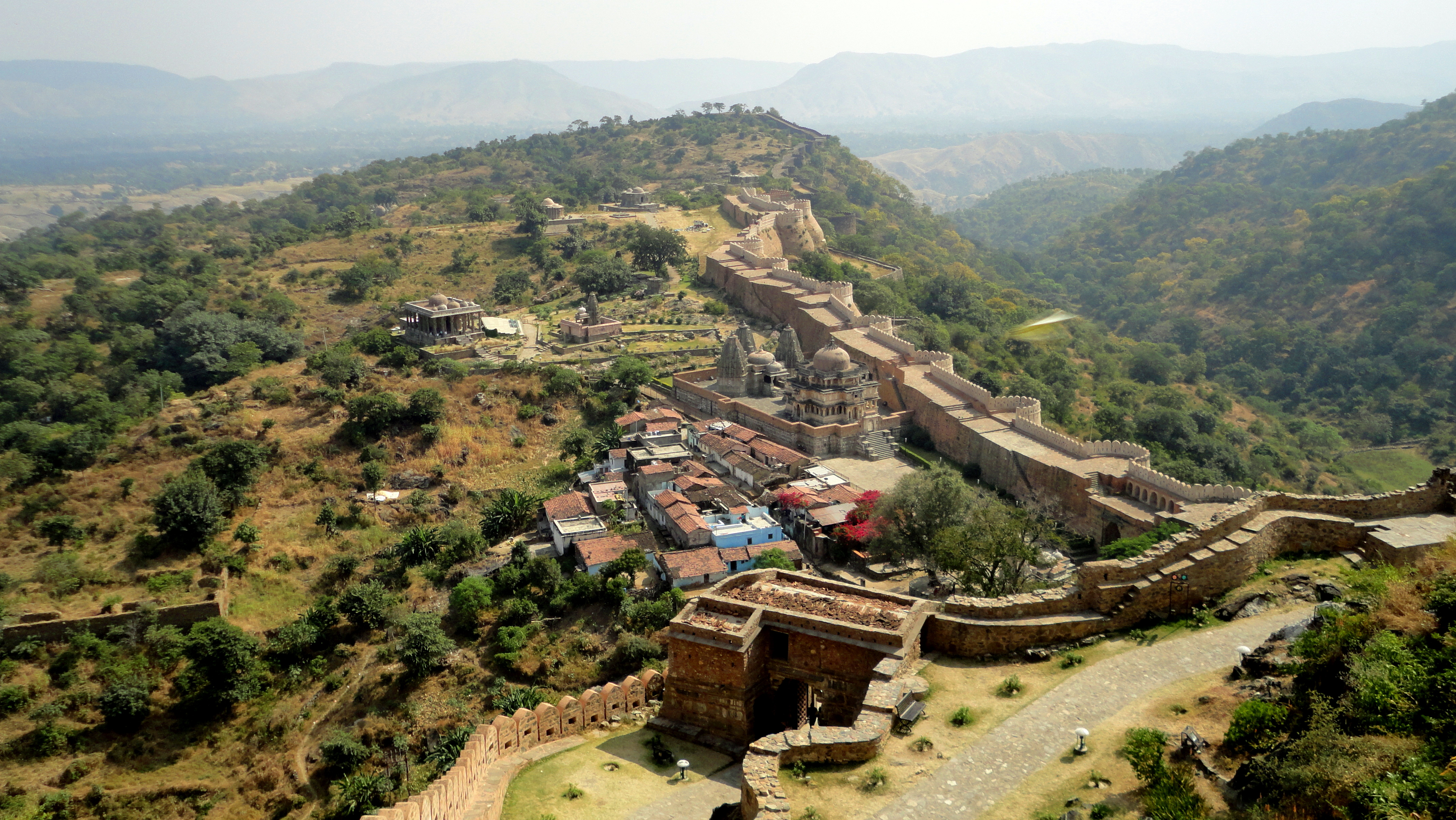
Форт Кумбхалгарх
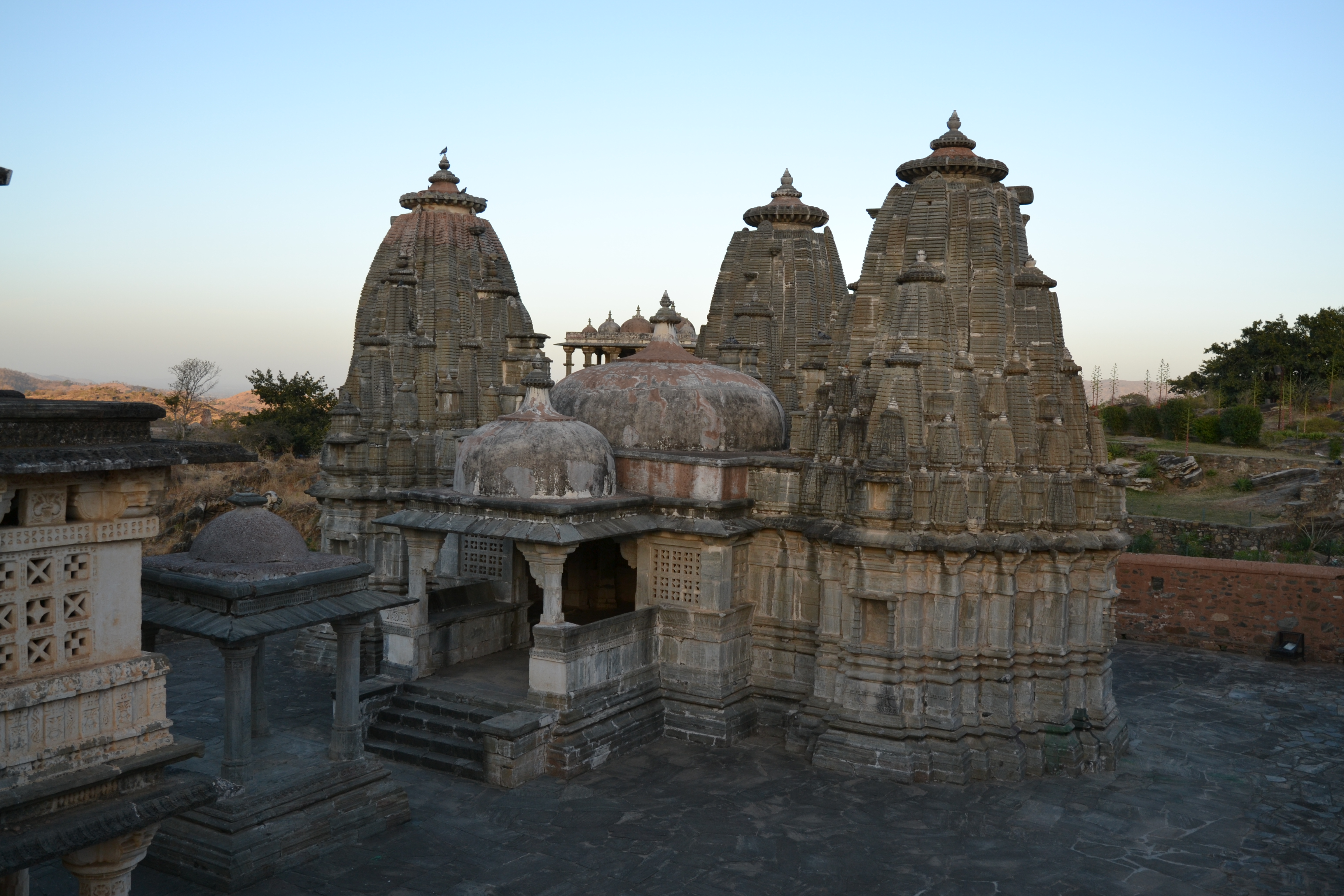
Джайнистский храм в форте Кумбхалгарх
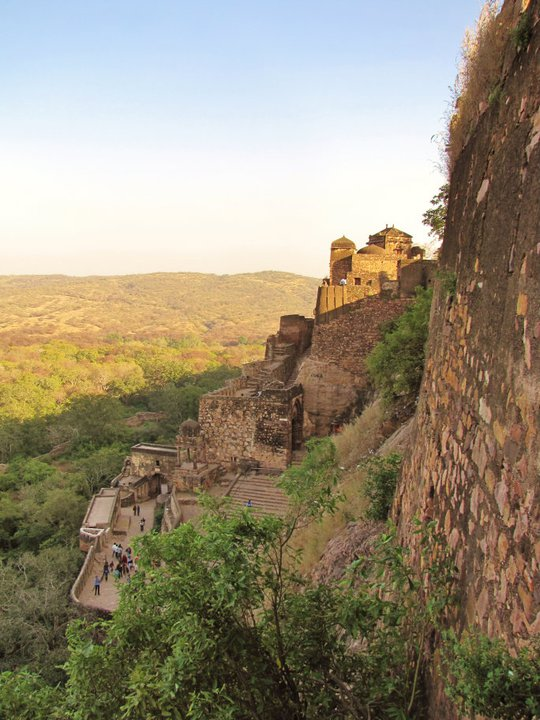
Форт Рантхамбор
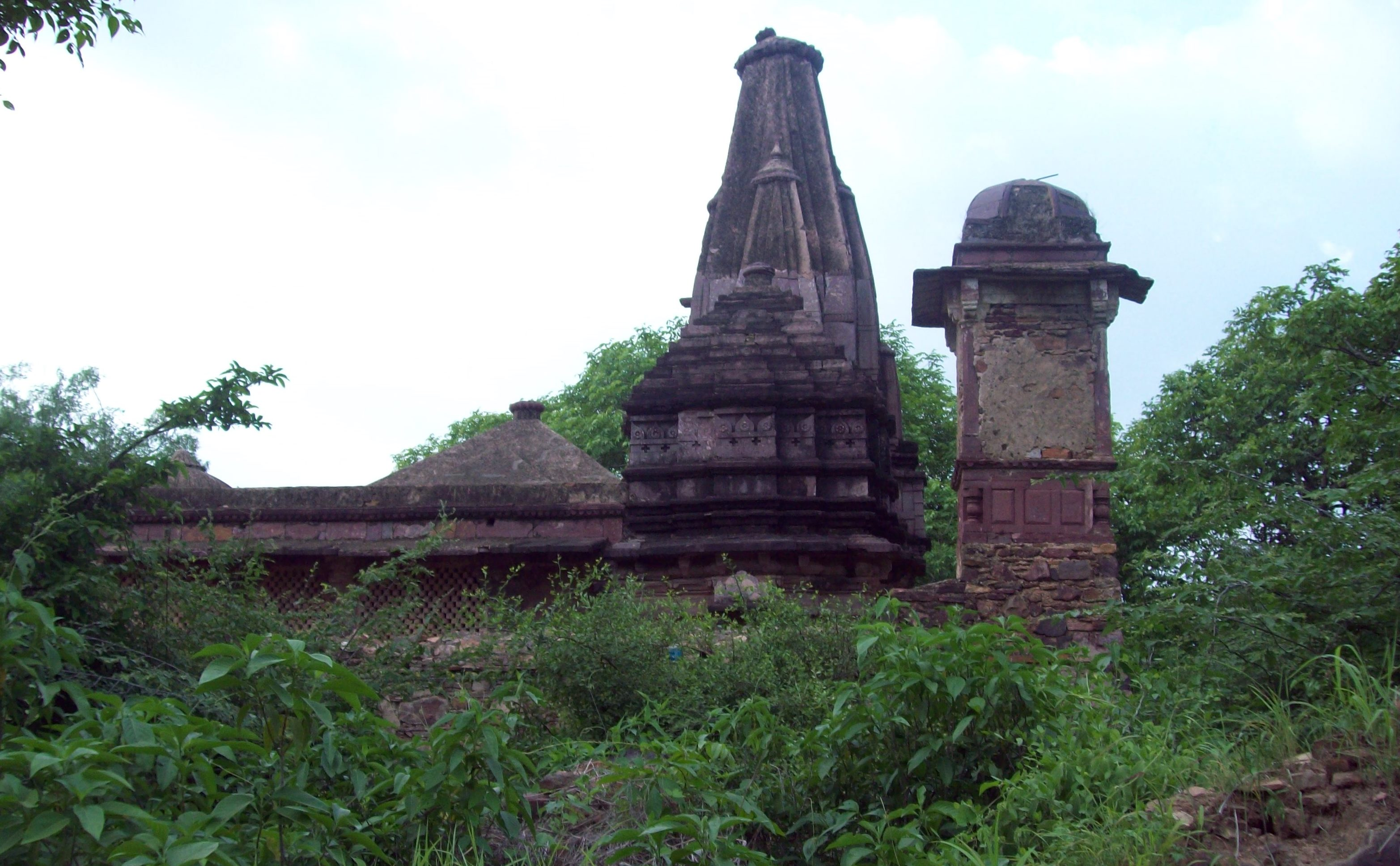
Джайнистский храм в форте Рантхамбхор
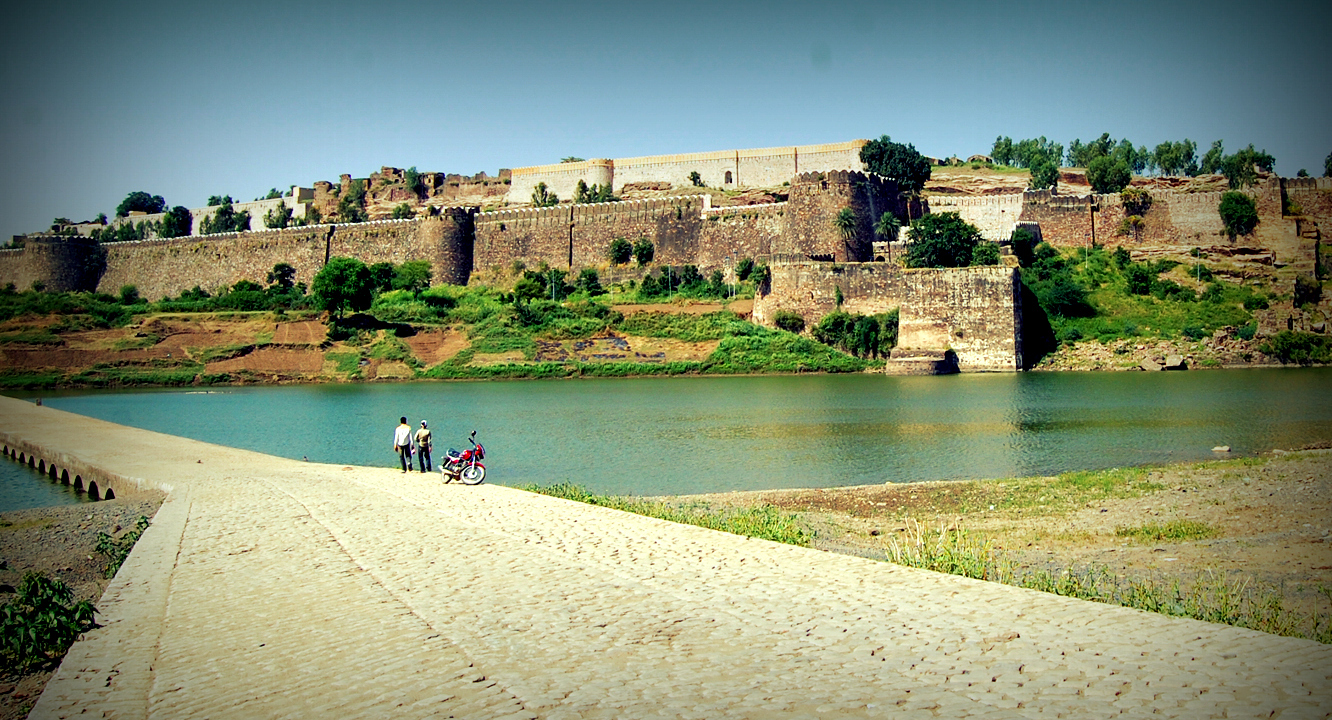
Форт Гагрон
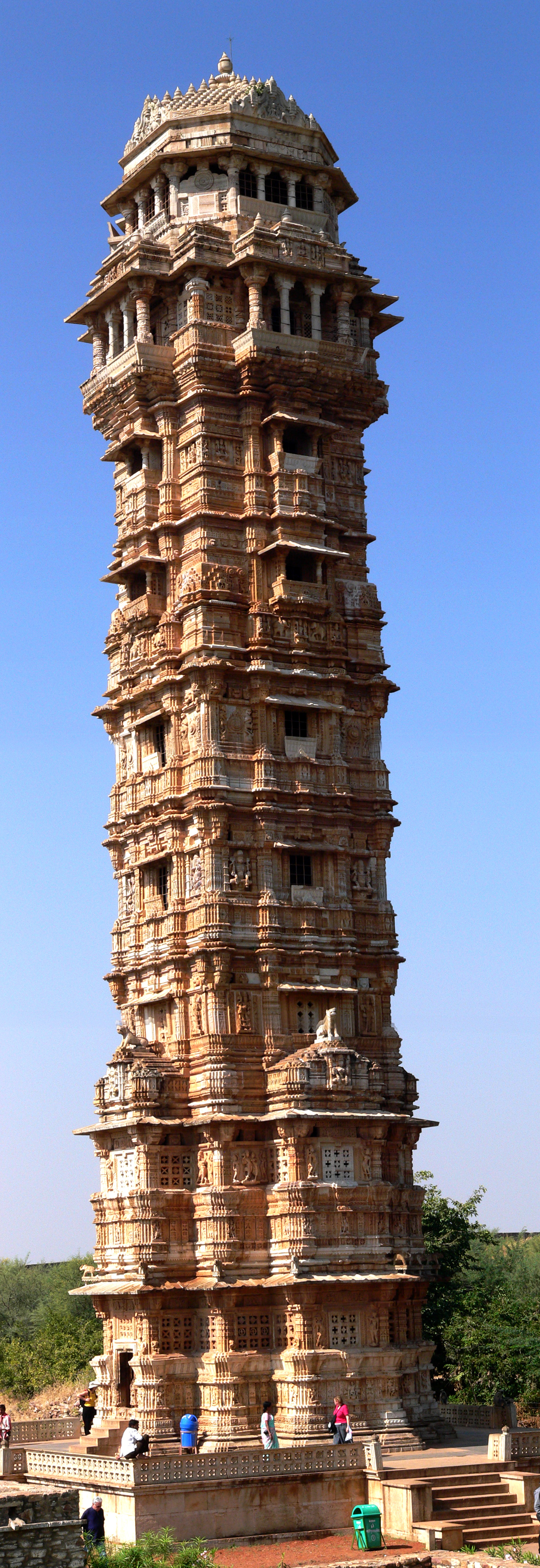
Виджая стамбха в форте Читторгарх